# Reinhardshagen
Die Gemeinde Reinhardshagen liegt in Deutschland im südlichen Weserbergland direkt an der Weser, zehn Kilometer nördlich von Hann. Münden. Reinhardshagen gehört zum nordhessischen Landkreis Kassel.
Die Gemeinde entstand 1970 im Zuge der Gebietsreform aus den Orten Vaake und Veckerhagen, deren Geschichte bis ins 9. bzw. 12. Jahrhundert zurückreicht. Ihr Name leitet sich vom westlich liegenden Reinhardswald ab. Am Ufer der Weser steht ein barockes Jagdschloss des Landgrafen Karl von Hessen-Kassel. In der einstigen Eisenhütte des Ortes wirkten Denis Papin und Robert Wilhelm Bunsen.

## Geografie

### Geografische Lage
Ein ständiger Wechsel von Durchbruchstälern und Talerweiterungen prägt die Landschaft der Oberweser. Neun Kilometer weserabwärts vom Zusammenfluss von Fulda und Werra liegen in einer solchen Talerweiterung auf der linken Stromseite Reinhardshagen und auf der rechten Seite der zu Hann. Münden gehörende Ort Hemeln. Die Weser bildet hier die Grenze zwischen den Bundesländern Niedersachsen und Hessen.
Das Gemeindegebiet umfasst 1299 Hektar und reicht im Osten von der Landesgrenze zu Niedersachsen in der Wesermitte (118 Meter ü. NHN) bis zur Waldgrenze des Reinhardswaldes im Westen in Richtung zum Gahrenberg (472,1 m ü. NHN) und Staufenberg (472,2 m ü. NHN). Weserabwärts erstreckt sich das Gemeindegebiet noch einige Kilometer über die nördliche Ortsgrenze von Veckerhagen hinaus an der ehemaligen Jugendherberge vorbei bis hinter die Kiesteiche am sogenannten „Ochsenhof“, welcher gegenüber von Bursfelde liegt; weseraufwärts über die südliche Ortsgrenze von Vaake Süd hinaus bis zur Höhe des auf der anderen Weserseite liegenden Kiesabbaugebietes. Neben den historischen Ortskernen, die sich unmittelbar an der Weser befinden, ziehen sich Wohnbebauungen den Hang zum Reinhardswald hinauf bis an die Waldgrenze.
In Vaake mündet die Ahle in die Weser, in Veckerhagen der Hemelbach (auch: Hasselbach). Beide entspringen nur wenige Kilometer entfernt im Reinhardswald.

### Geologie

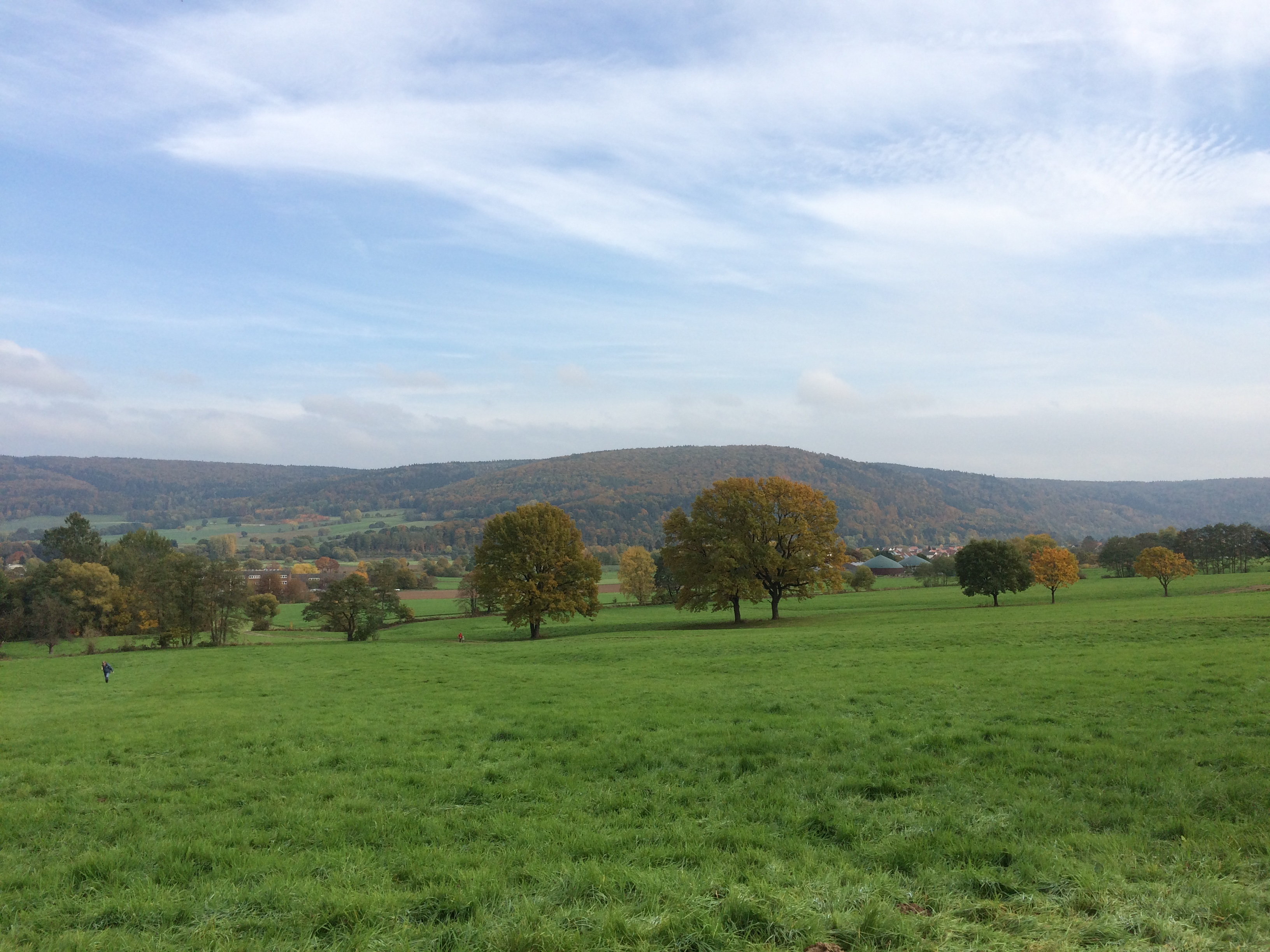
Wesertal bei Reinhardshagen

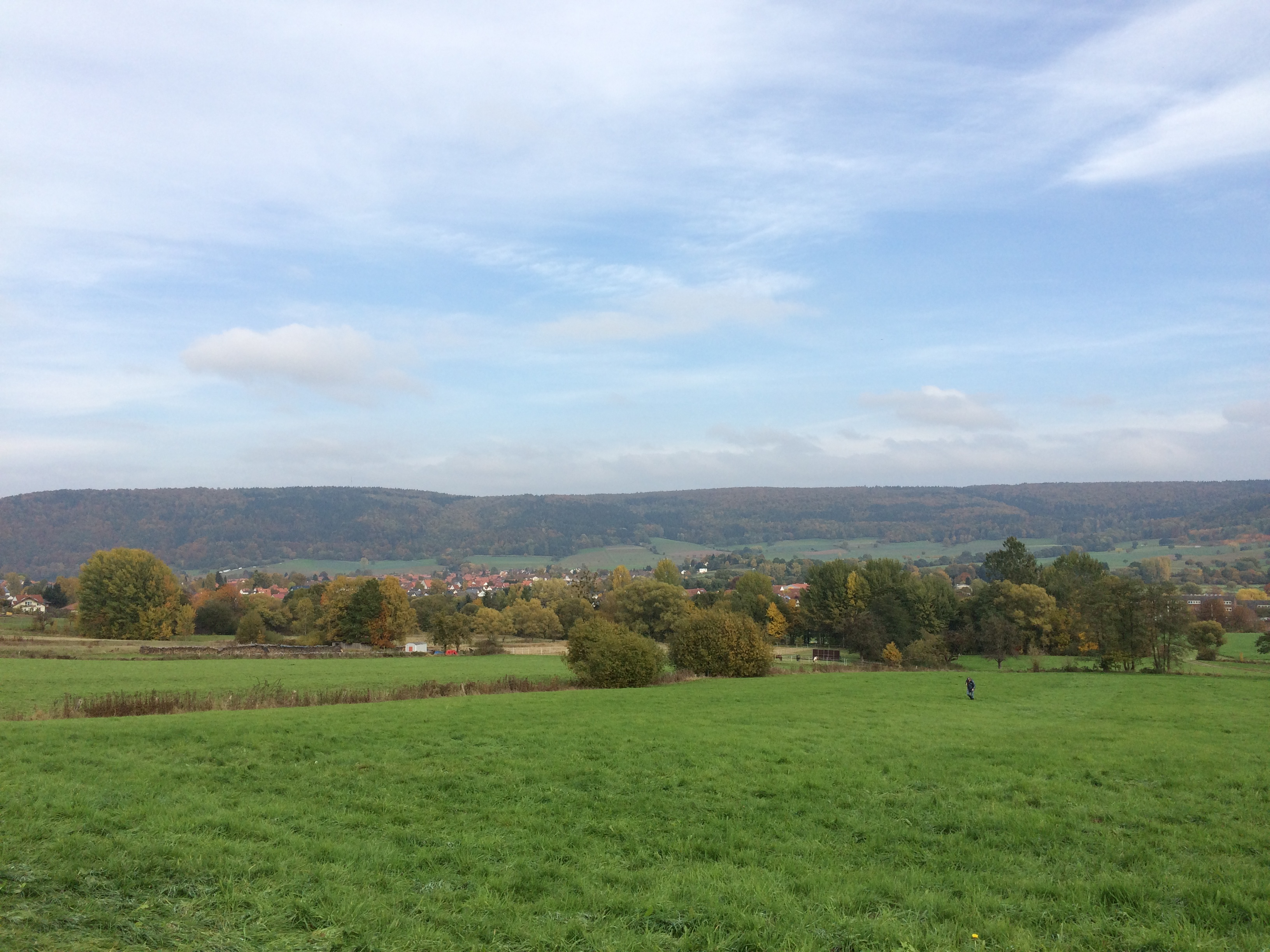
Wesertal bei Reinhardshagen

Die Weser durchfließt zwischen Hann. Münden und Bad Karlshafen eine Bruchfalte des Buntsandsteingewölbes von Bramwald, Reinhardswald und Solling. Ihre Entstehungsgeschichte reicht rund 250 Millionen Jahre in eine Periode des frühen Erdmittelalters (Trias) zurück. Weiträumige Flusssysteme transportierten aus südlichen Richtungen lockere Sande heran, die hier abgelagert wurden. Im Verlauf weiterer Jahrmillionen folgten darüber immer mehr Schichten bis zu einer Mächtigkeit von mehr als tausend Metern. Unter der Auflast dieser Deckschichten verfestigten sich die lockeren Flusssande zu Sandstein. Nachdem die jüngeren Sedimentgesteine in der Folgezeit flächenhaft wieder abgetragen worden sind, hat sich die Weser im Verlauf der jüngsten eine Million Jahre der Erdgeschichte in die Buntsandsteinschichten zwischen Bramwald und Reinhardswald mit einer mittleren Rate von 20 Zentimetern im Jahrtausend eingeschnitten und dabei buchtenartige, mit Löß und Auenlehm bedeckte Flächen gebildet, auf denen Vaake, Veckerhagen und Hemeln liegen. Die zum Reinhardswald ansteigenden Hänge weisen in geringer Tiefe unter der Humusschicht eine Lehmschicht auf, die stark von Buntsandsteinbrocken durchsetzt ist.

### Nachbargemeinden

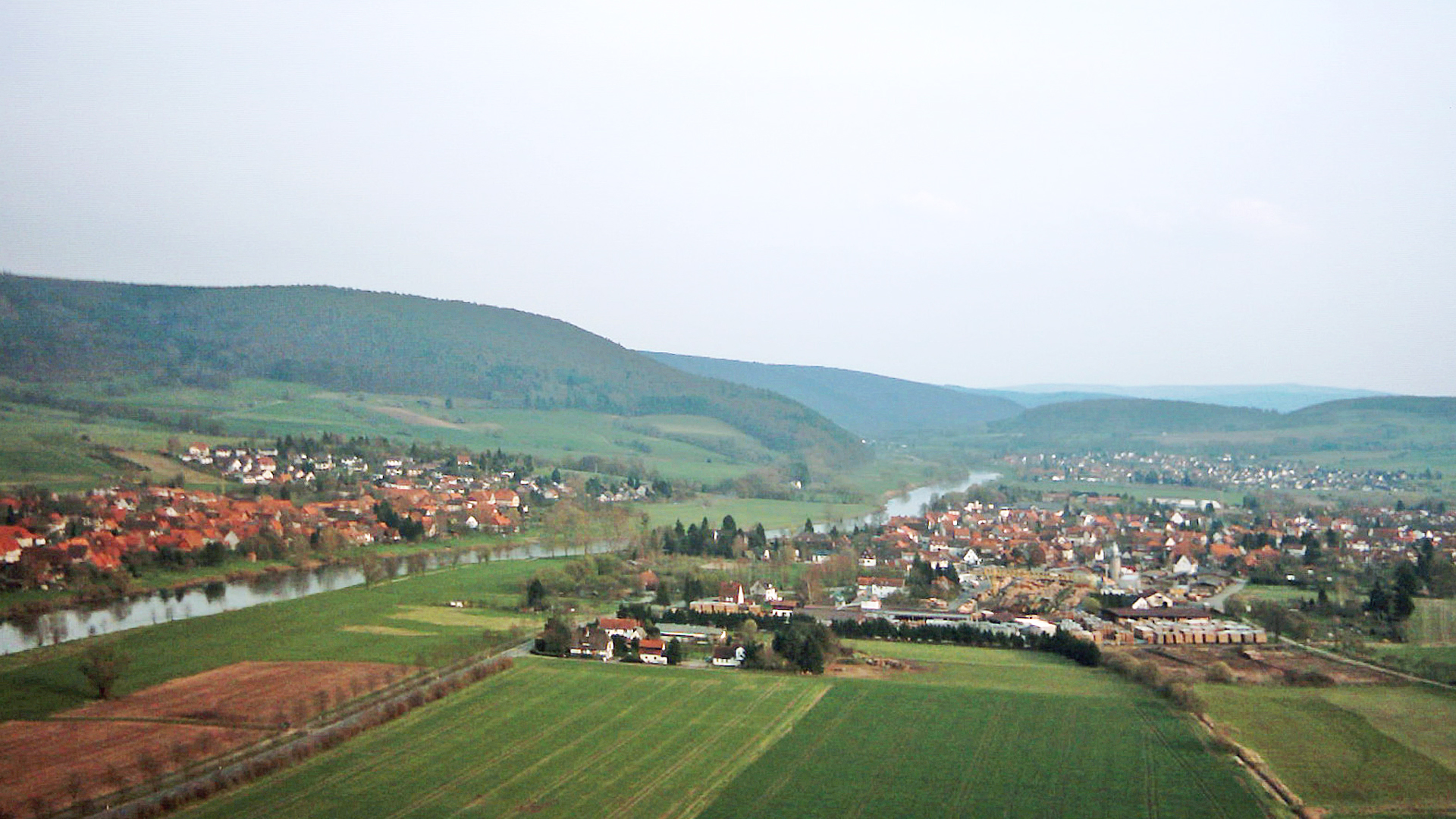
Wesertal Blick weseraufwärts mit Reinhardshagen (rechts Veckerhagen, Ortsteil Vaake im Hintergrund) und Hemeln (links) vom 20. April 2006

Reinhardshagen liegt zwischen dem zum Landkreis Kassel gehörenden gemeindefreien Gebiet Gutsbezirk Reinhardswald und der niedersächsischen Stadt Hann. Münden (im Landkreis Göttingen).

### Gliederung
Reinhardshagen besteht aus den ehemals selbständigen Gemeinden Veckerhagen und Vaake, wobei Vaake wiederum aus dem Kernort und Vaake Süd besteht, einem in südliche Richtung etwas abseits gelegenen kleinen Wohn- und Gewerbegebiet. In den 1980er-Jahren entstand ein Neubaugebiet zwischen Veckerhagen und Vaake. Dort befinden sich auch die Wesertalhalle (Bürgerhaus), die Grundschule, eine Seniorenwohnanlage (50 plus), ein Seniorenzentrum (MENetatis) und Sportanlagen.

### Klima

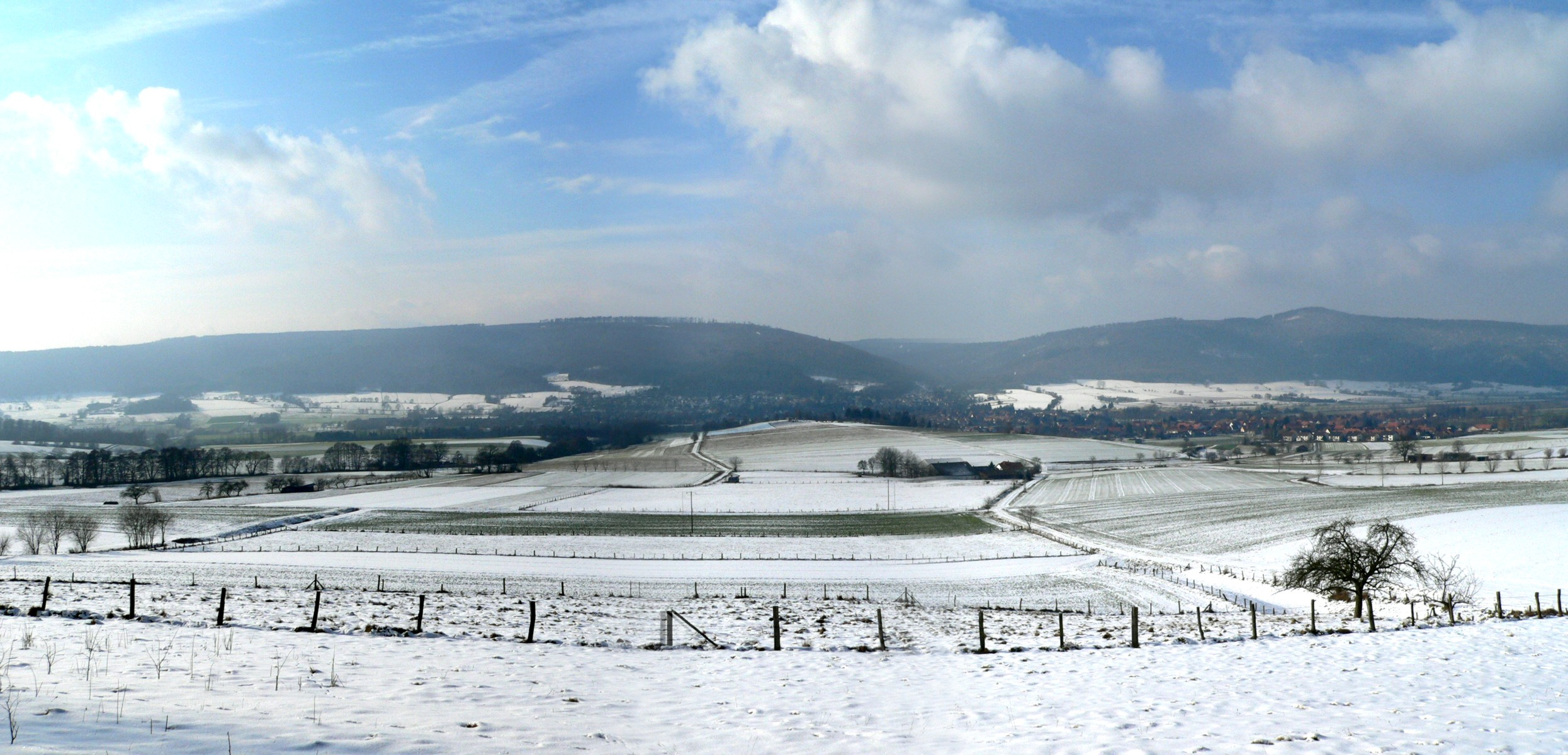
Reinhardshagen im Winter

Durch den Reinhardswald geschützt, liegt die Gemeinde im Schatten der vorherrschenden regenträchtigen Westwinde. Dies beschert ihr milde, trockene Sommer- und Herbstmonate, während im Winter das nach Norden verlaufende Wesertal kalte Luftströmungen ungehindert einlässt. Schnee in größeren Mengen liegt dann oft nur in den am Hang des Reinhardswalds gelegenen Ortsbereichen, seltener im flachen Weserbereich. Die Tagesmitteltemperatur des Zeitraums 1971–2000 lag im Sommer bei 17,0 °C, im Winter bei 2,0 °C. Das langfristige Niederschlagsmittel in diesem Zeitraum bewegt sich um 750 mm im Jahr.
Die Luft in diesem Oberwesergebiet ist außergewöhnlich rein. So liegt die mittlere Partikelkonzentration im niedrigsten Messbereich zwischen null und zehn Mikrogramm je Kubikmeter Luft. Der Ortsteil Vaake erhielt bereits am 12. Dezember 1965 die staatliche Anerkennung als Luftkurort. Veckerhagen wurde am 18. Dezember 1969 mit der Auszeichnung Hessischer Familienferienort versehen. Beide Prädikate galten bis mindestens 1978, wurden aber später aufgrund schwer erfüllbarer Infrastruktur-Bedingungen nicht wieder beantragt und dürfen deshalb heute nicht mehr geführt werden.

### Weserhochwasser
Der normale Wasserstand der Weser beträgt in Reinhardshagen je nach Jahreszeit 35 bis 110 Zentimeter. Durch die nahen Quellflüsse Fulda und Werra, die Schmelz- und Regenwasser aus der Rhön und über die Eder aus dem Rothaargebirge sowie aus dem Thüringer Wald mit sich führen, steigt der Wasserstand regelmäßig fast jedes Frühjahr stark an. Dies kann dann zu Überflutungen der ufernahen Straßen in Vaake und Veckerhagen führen. Die Weserfähre Veckerhagen stellt ihren Verkehr ab einem Pegelstand von 2,70 Metern ein.

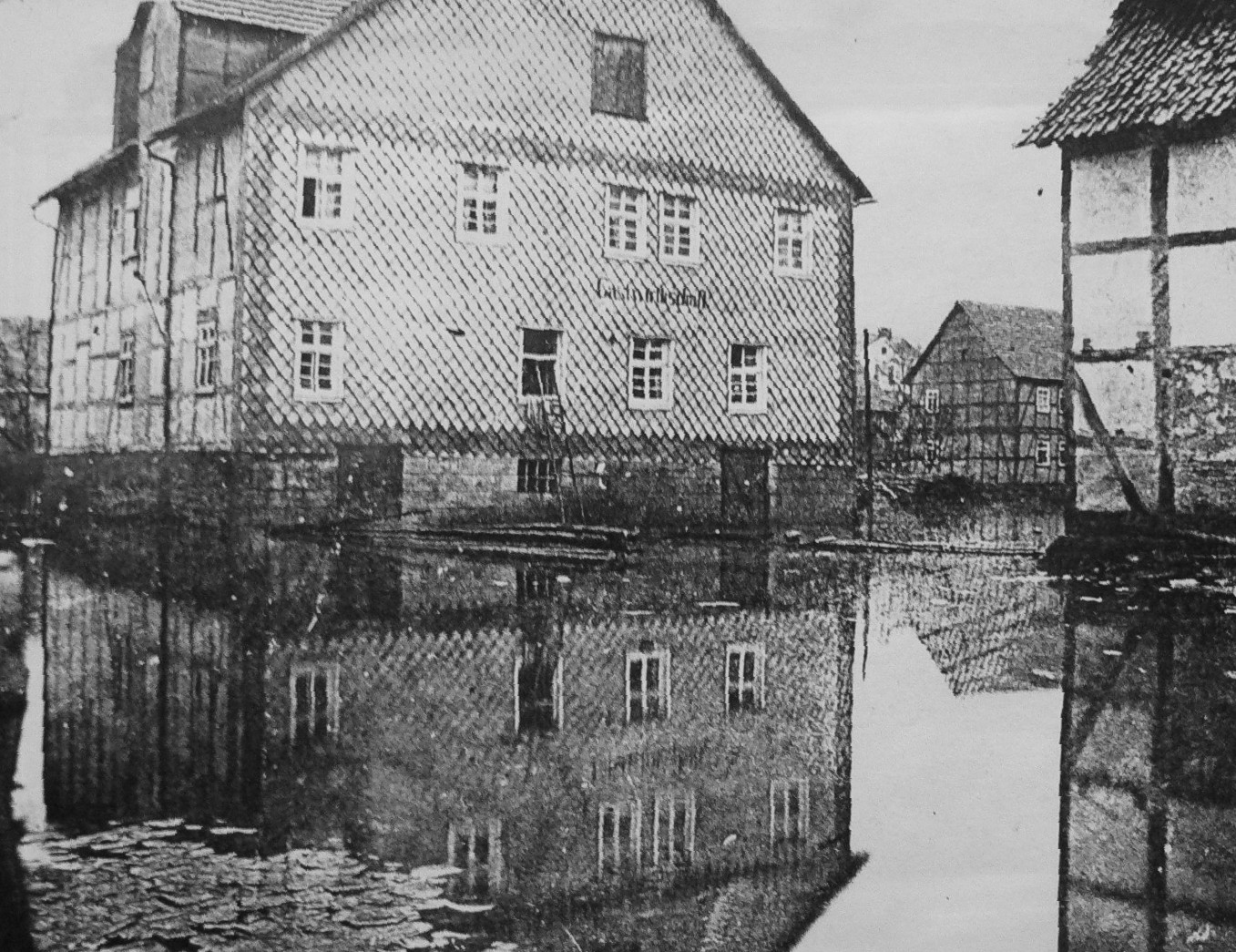
Weserhochwasser Februar 1909 in Veckerhagen, Pegelstand 6,93 Meter

Am 6. Februar 1909 stieg die Weser in Veckerhagen auf nahezu sieben Meter und überschwemmte weite Teile des alten Ortskerns. Rund um Brauhaus und Kirche konnte man sich nur mit Booten fortbewegen. Das Hochwasser hielt mehrere Tage an und verursachte erhebliche Schäden.
Das nächste Hochwasser erlebten Vaake und Veckerhagen am 1. Januar 1926 mit einem Wasserstand von 6,50 Metern.
In der Nacht vom 16. auf den 17. Mai 1943 wurde die Staumauer des Edersees durch einen britischen Fliegerangriff zerstört. Es entstand ein 70 Meter breites und 22 Meter tiefes Loch in der Mauer, aus dem rund 160 Millionen Kubikmeter Wasser strömten. Eine sechs bis acht Meter hohe Flutwelle ergoss sich durch das untere Edertal und über die Fulda schließlich ins Wesertal. Sie erreichte am 19. Mai abgeschwächt Vaake und Veckerhagen. Da die Bewohner der Orte über das bevorstehende Ereignis unterrichtet worden waren, konnten Schäden an Hab und Gut vermieden werden. Der Flurschaden war allerdings beträchtlich.

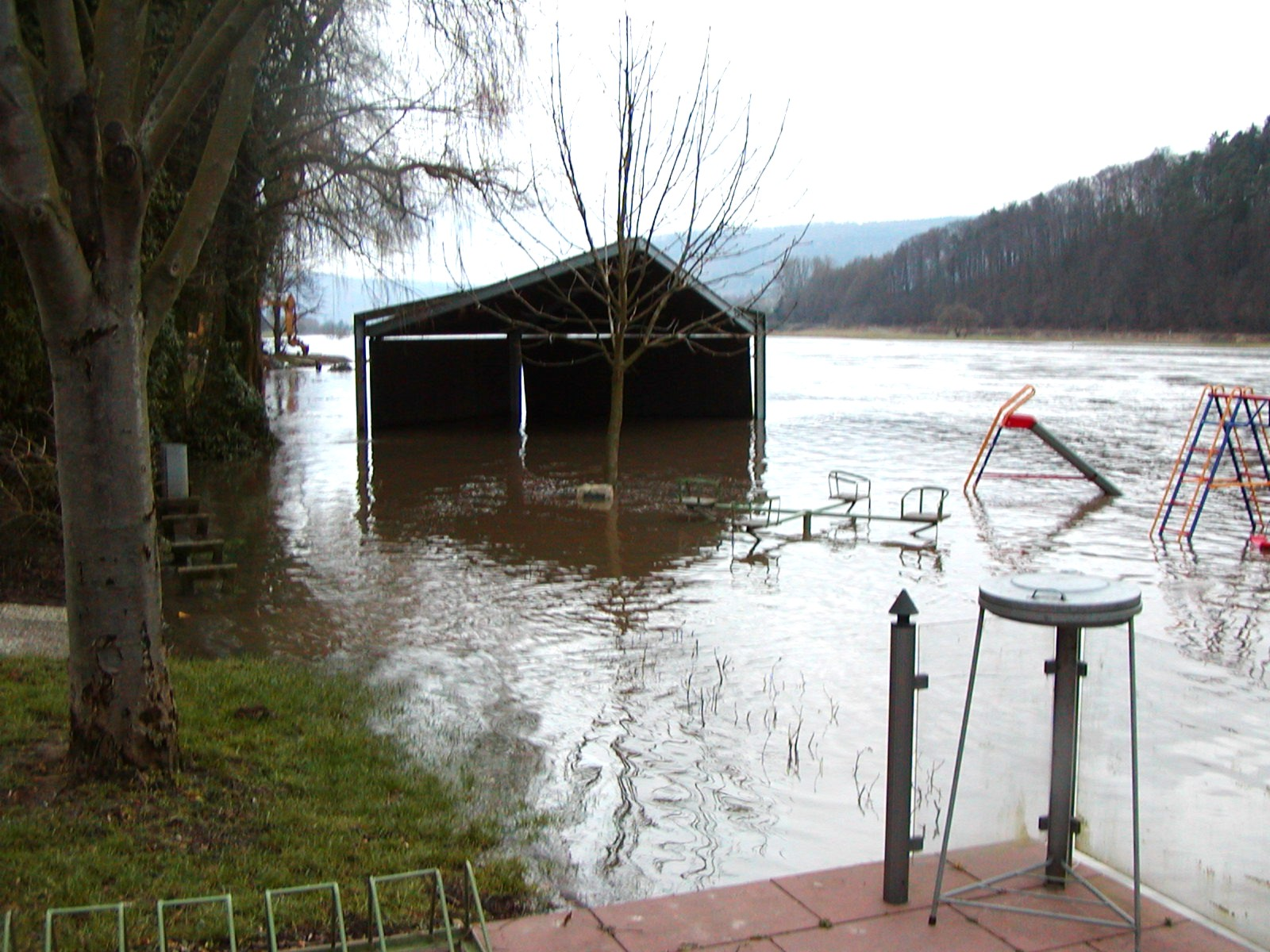
Weserhochwasser Januar 2003 in Vaake, Pegelstand 5,81 Meter

Im Februar 1946, am 12. März 1981, am 23. Dezember 1993, am 24. und 31. Januar 1995 und im Januar 2003 stieg der Weserpegel jeweils deutlich über 5,50 Meter, erreichte aber nie die Rekordmarke von 1909.

### Flora und Fauna
Etwa fünf Prozent der Gemeindefläche sind als Naturschutzgebiet ausgewiesen, vorwiegend im Taleinschnitt des Hemelbachs und den angrenzenden Eichenwäldern. Ist die Gemarkung des Ortes von den Wäldern des Reinhardswaldes mit seinen Eichen-, Buchen- und Fichtenbeständen geprägt und bringt der Boden außer den üblichen Wiesenpflanzen keine Besonderheiten hervor, ist der Tierbestand doch außergewöhnlich. Amphibien erreichen hier eine starke Population. So wurden 1997 bei einer Untersuchung weit über 5000 wandernde Erdkröten, Molche und Frösche festgestellt. Der Feuersalamander ist nicht selten im Ortsgebiet.
1925 wurde ein Auerhuhn-Brutgebiet im Revier 1840/42 des Reinhardswalds unweit Veckerhagens erwähnt. Turteltaube, Waldkauz, Uhu und Neuntöter sind in der Ortslage zu beobachten, ebenso wie Fischreiher und ein Storchenpaar, das seit einigen Jahren in Vaake Süd mit Erfolg nistet. Große Krähenschwärme bedrängen in den letzten Jahren die Landwirtschaft.
Die über den Kasseler Raum hinaus sich ausbreitende Waschbärpopulation hat auch auf Reinhardshagen übergegriffen und macht Hausbesitzern zu schaffen.

## Geschichte
Die Talbuchten, in denen Vaake, Veckerhagen und Hemeln liegen, müssen schon früh waldfrei und besiedelt gewesen sein. Steinzeitliche Funde in Vaake (Steinbeil) und Hemeln (Feuersteindolch) deuten dies an. Bis zur Christianisierung liegen jedoch keine schriftlichen Zeugnisse vor.
In der Talbucht um Vaake und Veckerhagen bestanden urkundlich erwähnt im 12. Jahrhundert weitere acht Kleinsiedlungen, die noch vor dem Dreißigjährigen Krieg entweder wüst fielen oder in den Gemarkungen angrenzender Orte aufgingen und heute noch in Flurnamen wieder zu finden sind. So befanden sich nördlich von Veckerhagen Haltmerden und Herboldessen, zwischen Veckerhagen und Vaake Kaltenhof und südlich von Vaake Horode, Hottenhausen, Renebeck, Niederhagen und Altmünden.
Das Staatsarchiv Marburg gelangte 1978 zu der Feststellung, dass die Ersterwähnung Vaakes zwar in den Corveyer Traditionen nicht genau datiert sei, das Datum aber von dem Witzenhäuser Historiker Karl August Eckhardt mit ausreichender Genauigkeit auf 866 errechnet worden sei. Der Ortsname Veckerhagen lässt die Annahme zu, dass die Gründung des Ortes in eine Rodungsperiode des ausgehenden 13. Jahrhunderts fällt, in der die meisten Dörfer mit der Endung Hagen entstanden sind.
Nach wechselnden Grund- und Lehensherrschaften und Verpfändungen setzten sich die Landgrafen von Hessen nach und nach im Reinhardwald und im Gebiet von Vaake und Veckerhagen als Landesherren durch. Landgraf Ludwig I. von Hessen ließ am Weserufer von Veckerhagen zum Schutz des Reinhardwaldes gegen Kurmainz 1430–1431 die von einem Graben umgebene, später so genannte Alte Burg errichten. Aber schon wenige Jahrzehnte später war sie militärisch nicht mehr von Nutzen und wurde dem Verfall überlassen. Als Landgraf Philipp von Hessen und Herzog Erich von Braunschweig-Göttingen ihre gleichen Hälften an den Dörfern Vaake und Hemeln im Jahr 1538 austauschten, wodurch Vaake ganz hessisch und Hemeln ganz braunschweigisch wurde, war die bis in die Gegenwart bestehende Grenze Hessens an der Weser entstanden.
Nach dem Dreißigjährigen Krieg wurde 1666 westlich von Veckerhagen am Rand des Reinhardswaldes und Hemelbachtals eine landgräfliche Eisenhütte errichtet. Denis Papin ließ hier um 1706 den ersten Dampfzylinder der Welt gießen. 1838 untersuchte Robert Wilhelm Bunsen hier erstmals die chemischen und physikalischen Eigenschaften von Hochofengasen und des Hochofenprozesses.
Ende des 17. Jahrhunderts entstand neben der Alten Burg unter Landgraf Carl von Hessen-Kassel das Jagdschloss Veckerhagen.
Während der Zeit des Königreichs Westphalen (1807–1813) gehörten Vaake und Veckerhagen zum Kanton Veckerhagen. Danach war Veckerhagen Sitz des Justizamtes Sababurg und ab 1866 des Amtsgerichtes Veckerhagen.

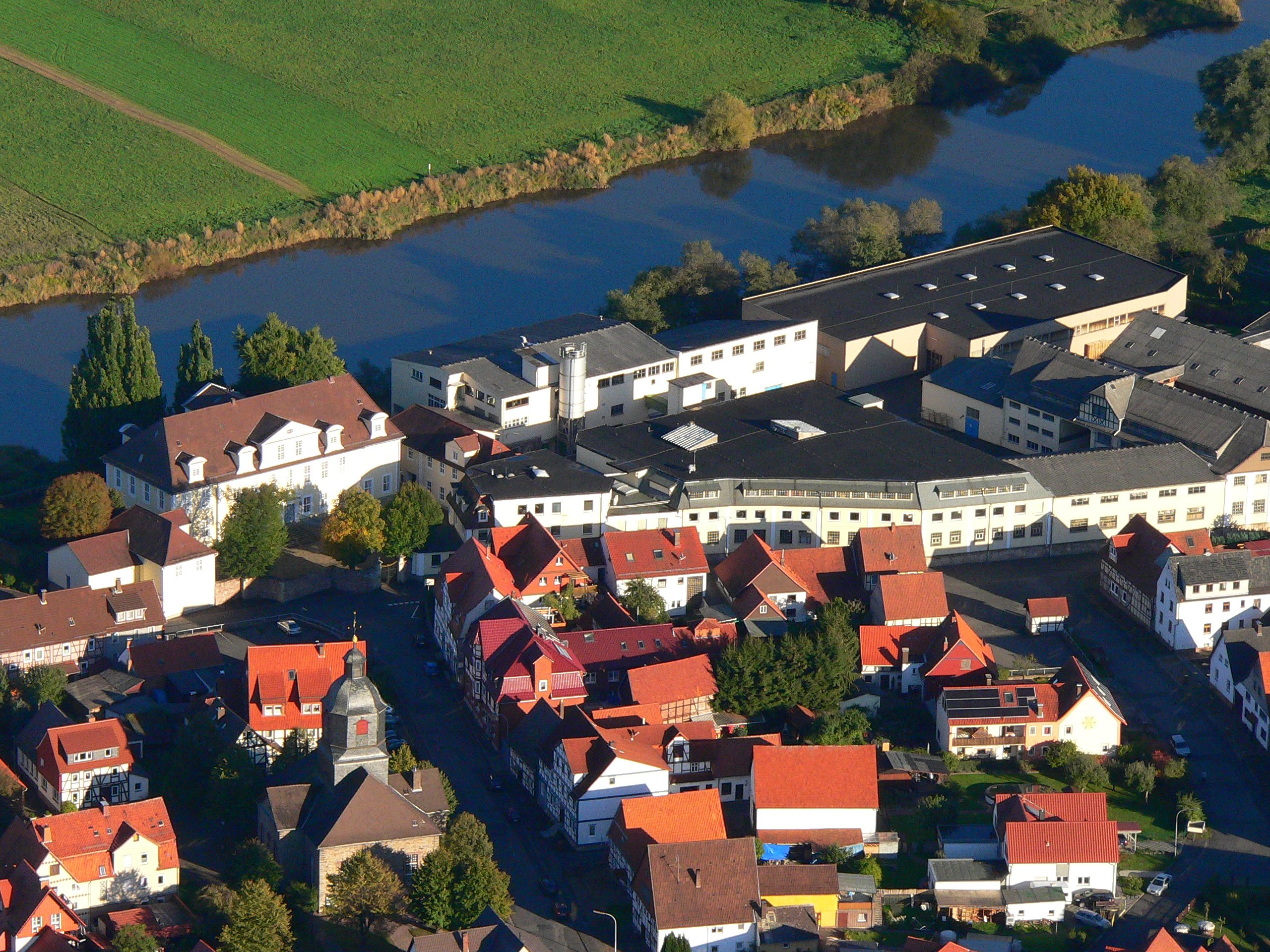
Jagdschloss und anstelle der Alten Burg auf deren Grundmauern errichtete Farbenfabrik

Im Jahr 1810 erwarb der Kasseler Farbenfabrikant Habich das Jagdschloss und errichtete auf den Resten der Alten Burg Fabrikationsanlagen. Habich begann 1842 am Gahrenberg Braunkohle und Schmierkohle für die Farbenherstellung abzubauen.
Zwischen 1830 und 1870 verließen viele Bewohner Vaake und Veckerhagen und wanderten nach Nordamerika, Chile und Jamaika aus. Waren es anfangs meist alleinstehende Personen, folgten nach den Ernährungskrisen 1845 ganze Familien.
Als Folge des Deutschen Kriegs 1866 wurde das Kurfürstentum Hessen vom Königreich Preußen annektiert und so wurden Vaake und Veckerhagen Teil der Provinz Hessen-Nassau.
Im Zweiten Weltkrieg wurde nach dem Westfeldzug 1940 in Vaake ein Zivilarbeitslager errichtet, in dem bis zu 629 ausländische Arbeiter, vorwiegend Flamen und Wallonen, untergebracht waren.

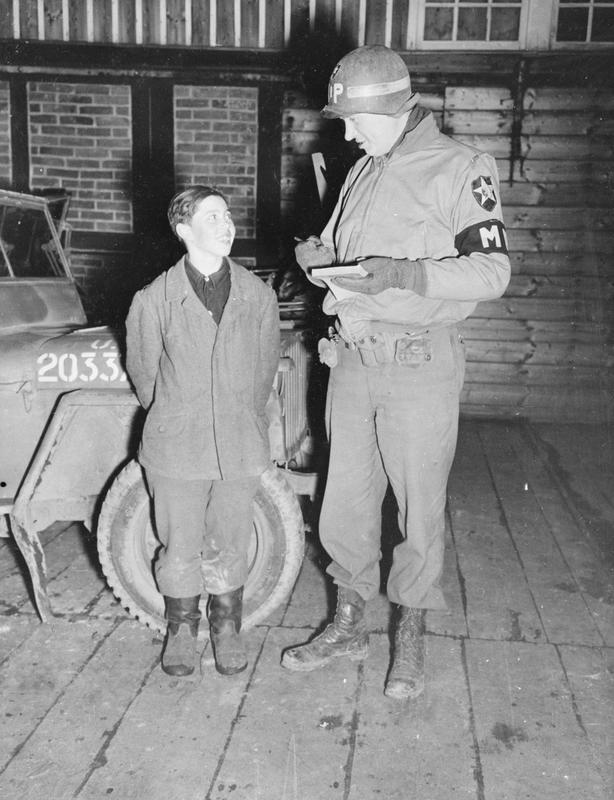
First Lt. Edward L Jarcynski, a military policeman of the US 2nd Infantry Division, questions a 15 year old youth captured in Veckerhagen, Germany.

Veckerhagen lag zum Ende des Zweiten Weltkriegs in der Hauptstoßrichtung des Vormarschs US-amerikanischer Kampftruppen aus Richtung Hofgeismar nach Göttingen. Nach kurzzeitigem Artilleriebeschuss sorgte Bürgermeister Heinrich Becker am 6. April 1945 mit weißen Fahnen für eine kampflose Übergabe des Ortes an die Amerikaner, die dann aus dem Reinhardswald durch das Hemelbachtal bis zur Weser vorrückten. Am 7. April 1945 überschritt die 104. Infanteriedivision der amerikanischen Armee hier den Fluss auf einer schnell errichteten Pontonbrücke. Zwei Tage und zwei Nächte lang rollten ununterbrochen Panzer und andere Militärfahrzeuge durch Veckerhagen, sammelten sich in Hemeln und rückten nach Göttingen vor, das am Mittag des 8. April 1945 eingenommen wurde.
Die ersten Nachkriegsjahre prägte der Zuzug von über 1000 Heimatvertriebenen, die in beiden Orten Unterkunft finden mussten. Nach anfänglichen Einquartierungen begann eine rege Bautätigkeit, getragen von den Gemeindevertretungen und realisiert von drei ortsansässigen Bauunternehmen und Geldinstituten wie Volksbank und Sparkasse. Langsam besann man sich mit Erfolg auf die vorhandenen qualitativen Merkmale in Bezug auf Tourismus- und Wirtschaftsförderung. Diese Entwicklung wird in den nachfolgenden Abschnitten beschrieben.
Am 31. Dezember 1970 vollzogen die bis dahin selbständigen Gemeinden Vaake und Veckerhagen im Zuge der Gebietsreform in Hessen einvernehmlich den Zusammenschluss zur Gemeinde Reinhardshagen. Ortsbezirke nach der Hessischen Gemeindeordnung wurden nicht errichtet.

### Einwohnerentwicklung
Um 1750 wohnten in Veckerhagen und Vaake zusammen 1228 Menschen, um 1850 waren es bereits mehr als 2300 und 1950 etwa 3500. Bis 2005 wuchs die Bevölkerung auf über 5200 Personen an. Mitte 2010 wohnten nur noch 4798 Personen in Reinhardshagen.
Ende 2019 lebten in Reinhardshagen 4414 Einwohner (in Vaake 1644 und in Veckerhagen 2770), Ende 2023 waren es 4417 Einwohner.

## Politik
Die Gemeindeverwaltung hat ihren Sitz im Rathaus in Veckerhagen. Im ehemaligen Rathaus in Vaake dient nur noch ein Anbau, die sogenannte „Kulturscheune“, für Trauungen, aber auch kulturelle Veranstaltungen. Der Gemeindevorstand tagt regulär im Rathaus Veckerhagen. Sitzungen der Gemeindevertretung und des Haupt- und Finanzausschusses finden in der Wesertalhalle statt.

### Gemeindevertretung
Die Kommunalwahl am 14. März 2021 lieferte folgendes Ergebnis, in Vergleich gesetzt zu früheren Kommunalwahlen:
| Gemeindevertretung – Kommunalwahlen 2021                                                                    | Gemeindevertretung – Kommunalwahlen 2021                     |
| --- | ------------------------------------------------------------ |
| Stimmenanteil in %Wahlbeteiligung 51,0 % 706050403020100 63,4 (−1,3)31,3 (+2,8)5,4 (−1,4) UWGSPDCDU20162021 | SitzverteilungInsgesamt 23 Sitze - SPD: 7 - UWG: 15 - CDU: 1 |

| Parteien und Wählergemeinschaften | Parteien und Wählergemeinschaften             | % 2021 | Sitze 2021 | % 2016 | Sitze 2016 | % 2011 | Sitze 2011 | % 2006 | Sitze 2006 | % 2001 | Sitze 2001 |
| UWG                               | Unabhängige Wählergemeinschaft Reinhardshagen | 63,4   | 15         | 64,7   | 15         | 56,1   | 13         | 48,0   | 11         | 28,8   | 7          |
| SPD                               | Sozialdemokratische Partei Deutschlands       | 31,3   | 7          | 28,5   | 6          | 34,6   | 8          | 38,4   | 9          | 39,9   | 9          |
| CDU                               | Christlich Demokratische Union Deutschlands   | 5,4    | 1          | 6,8    | 2          | 9,4    | 2          | 13,5   | 3          | 20,0   | 4          |
| F.B.R.                            | Freie Bürgerliste Reinhardshagen              | —      | —          | —      | —          | —      | —          | —      | —          | 11,3   | 3          |
| Gesamt                            | Gesamt                                        | 100,0  | 23         | 100,0  | 23         | 100,0  | 23         | 100,0  | 23         | 100,0  | 23         |
| Wahlbeteiligung in %              | Wahlbeteiligung in %                          | 51,0   | 51,0       | 56,0   | 56,0       | 54,4   | 54,4       | 52,6   | 52,6       | 59,5   | 59,5       |

Die erste Gemeindevertretung Reinhardshagens setzte sich nach der Kommunalwahl am 12. Januar 1971 aus neun Vertretern der SPD, drei der CDU und drei der UWG zusammen.

### Bürgermeister
Nach der hessischen Kommunalverfassung wird der Bürgermeister für eine sechsjährige Amtszeit gewählt, seit dem Jahr 1993 in einer Direktwahl, und ist Vorsitzender des Gemeindevorstands, dem in der Gemeinde Reinhardshagen neben dem Bürgermeister ehrenamtlich ein Erster Beigeordneter und sieben weitere Beigeordnete angehören. Bürgermeister ist seit dem 3. Dezember 2008 Fred Dettmar (UWG). Er wurde als Nachfolger von Lothar Merkwirth (SPD), der nach vier Amtszeiten nicht wieder kandidiert hatte, am 8. Juni 2008 im ersten Wahlgang bei 67,1 Prozent Wahlbeteiligung mit 57,6 Prozent der Stimmen gewählt. Es folgten zwei Wiederwahlen, zuletzt pandemiebedingt verschoben, am 1. November 2020.
Amtszeiten der Bürgermeister
- 2008–2026 Fred Dettmar (UWG)[16]
- 1984–2008 Lothar Merkwirth (SPD)
- 1971–1984 Erwin Schuck (SPD) (zuvor Bürgermeister von Vaake)

### Wappen
| Wappen von Reinhardshagen | Blasonierung: „Im grünen Schild vor silbernem Dreiberg im Schildfuß einen silbernen, beblätterten Eichenstumpf mit zwei Eicheln an der Spitze.“ |
| Wappen von Reinhardshagen | Wappenbegründung: Das Wappen zeigt eine der typisch hohlen, jahrhundertealten Eichen, wie sie im Reinhardswald zu finden sind, mit zwölf Blättern, die die elf ursprünglichen Sprengel des Besiedlungsgebiets darstellen. Das zwölfte Blatt an der Spitze symbolisiert die neue Gemeinde Reinhardshagen, flankiert von zwei Eicheln, die für Veckerhagen und Vaake stehen. Die Verwurzelung der Eiche im silbernen Dreiberg soll ihren Standort auf den winterlichen, bis zu 472,2 m ü. NN hohen Bergen des Reinhardswaldes darstellen. Das Wappen wurde von Klaus Günther gestaltet und am 14. Juni 1978 durch das Hessische Ministerium des Innern genehmigt. |

### Flagge
Die Flagge wurde der Gemeinde am 14. Juni 1978 durch das Hessische Ministerium des Innern genehmigt und wird wie folgt beschrieben:
„Die Flagge der Gemeinde Reinhardshagen zeigt auf Weiß - Grün (1:1) geteiltem Flaggentuch das Wappen der Gemeinde.“

## Kultur und Sehenswürdigkeiten

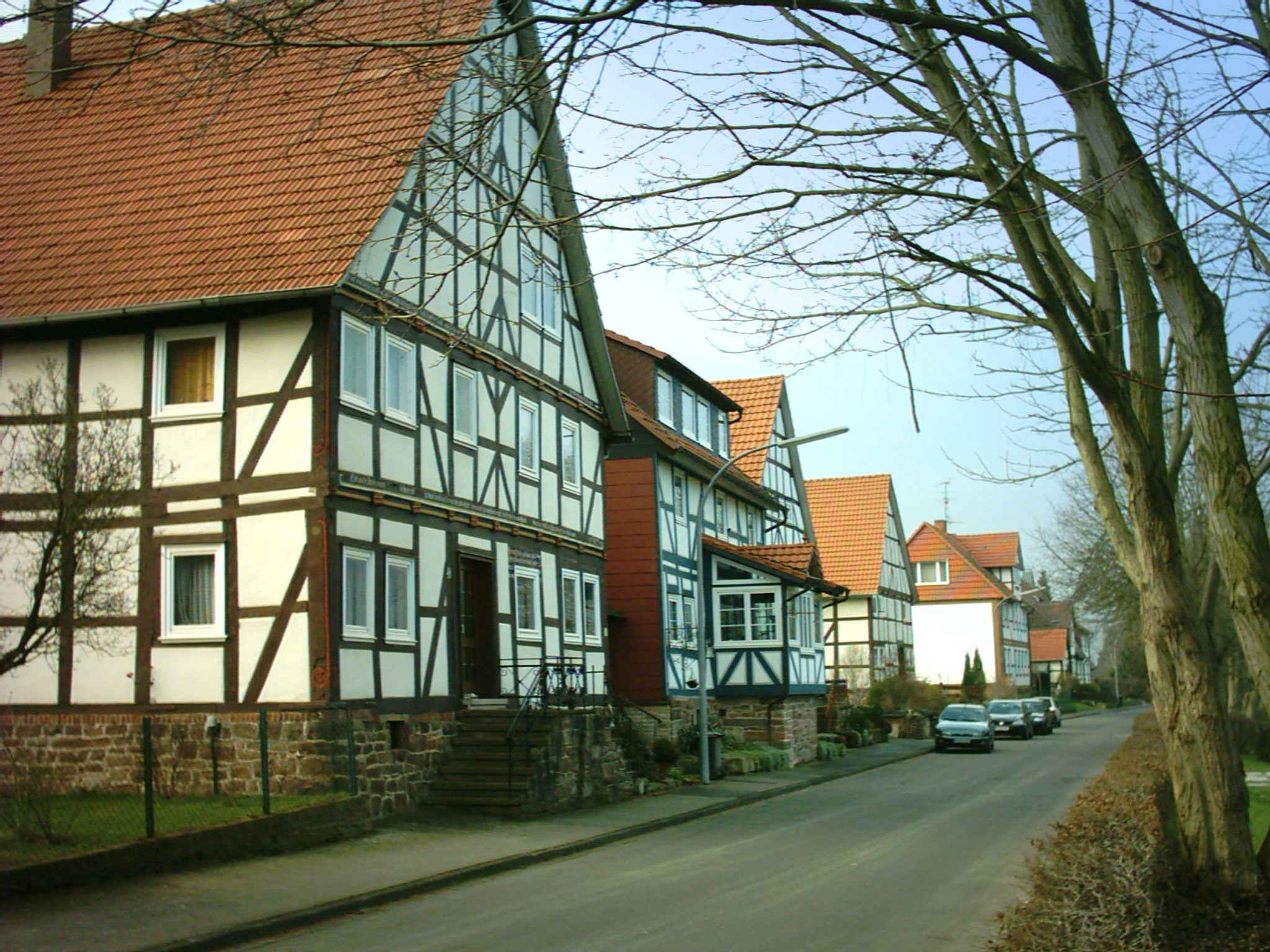
Fachwerkensemble in Vaake

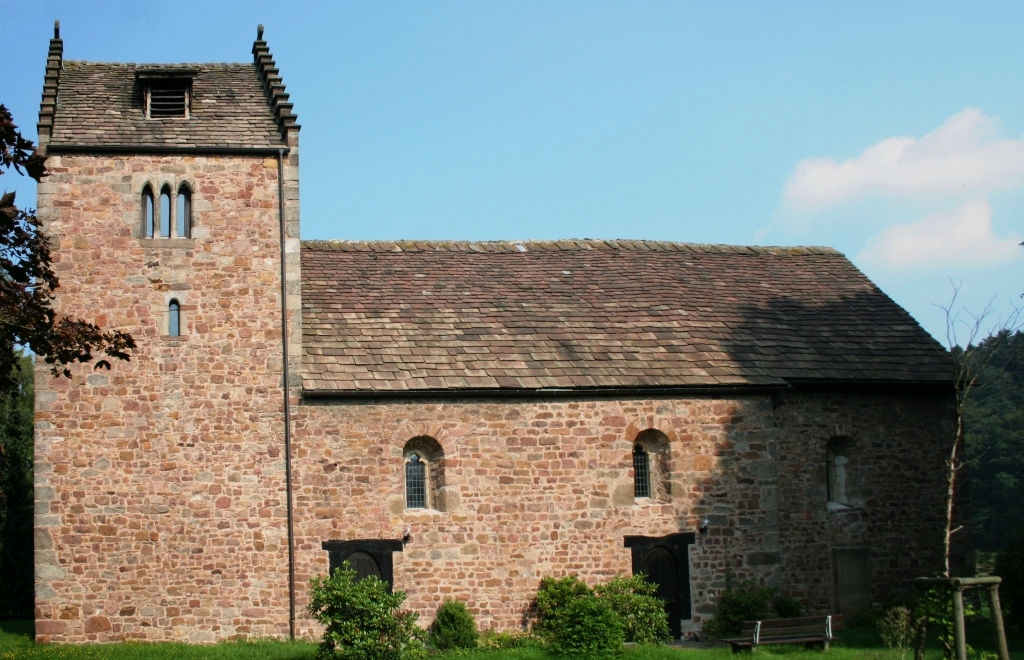
Evangelische Kirche in Vaake

### Bauwerke
In Vaake finden sich zahlreiche Fachwerkhäuser verschiedener Epochen, vorwiegend aus dem 17. Jahrhundert. Der Bereich der ehemaligen Fischersiedlung, das Vorderdorf am Weserufer und das jüngere Hinterdorf an der Mündener Straße, stehen als Gesamtanlage unter Denkmalschutz. Zu den geschützten Bauwerken zählen namentlich
- die evangelische Kirche aus dem 13. Jahrhundert in der Fachwerkzeile am Weserufer
- die Alte Schule
- das Pfarrhaus und
- die ehemalige Baptistenkapelle

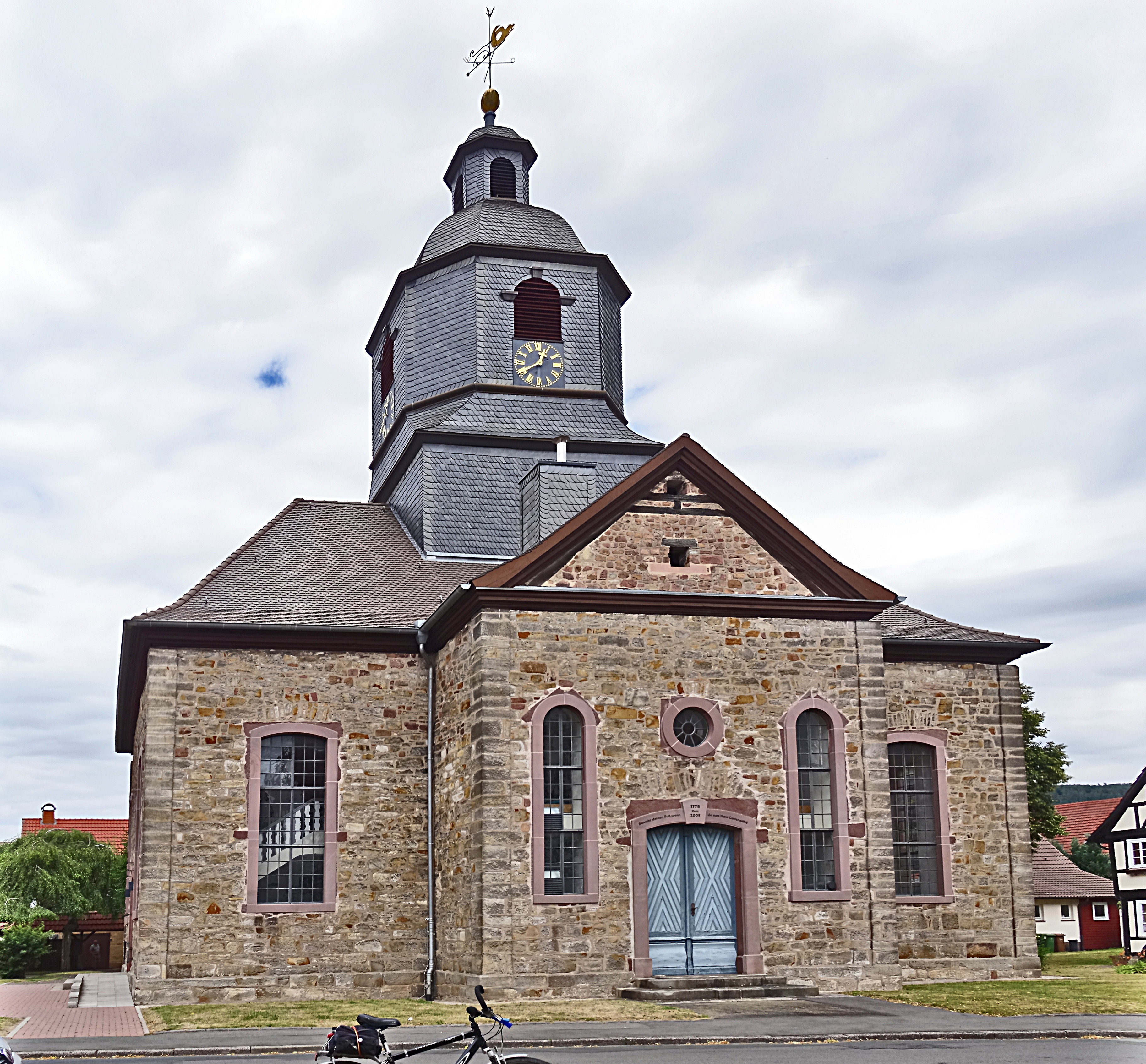
Evangelische Kirche in Veckerhagen

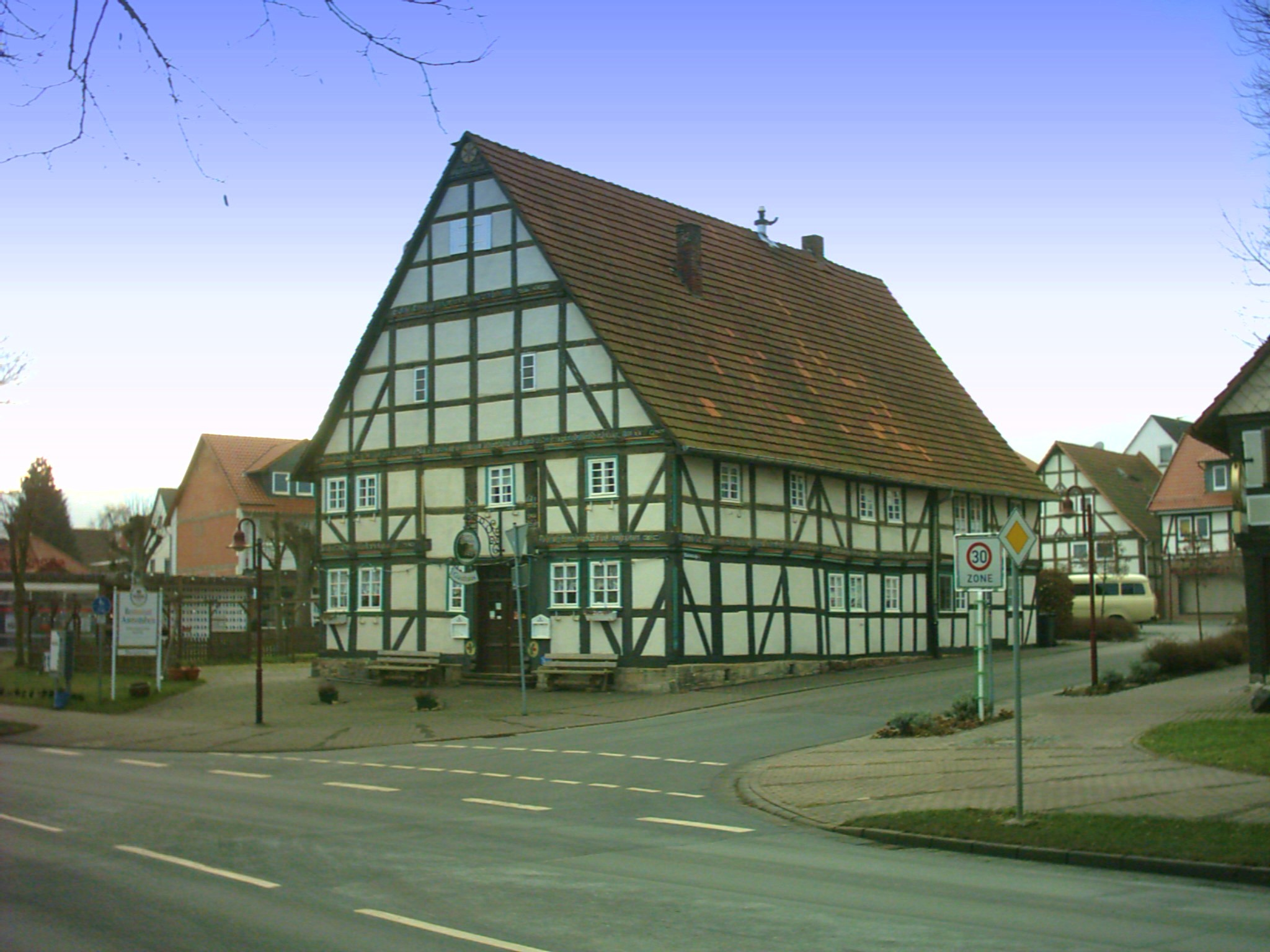
Fachwerkhaus Amtsstraße 1 (18. Jahrhundert) in Veckerhagen

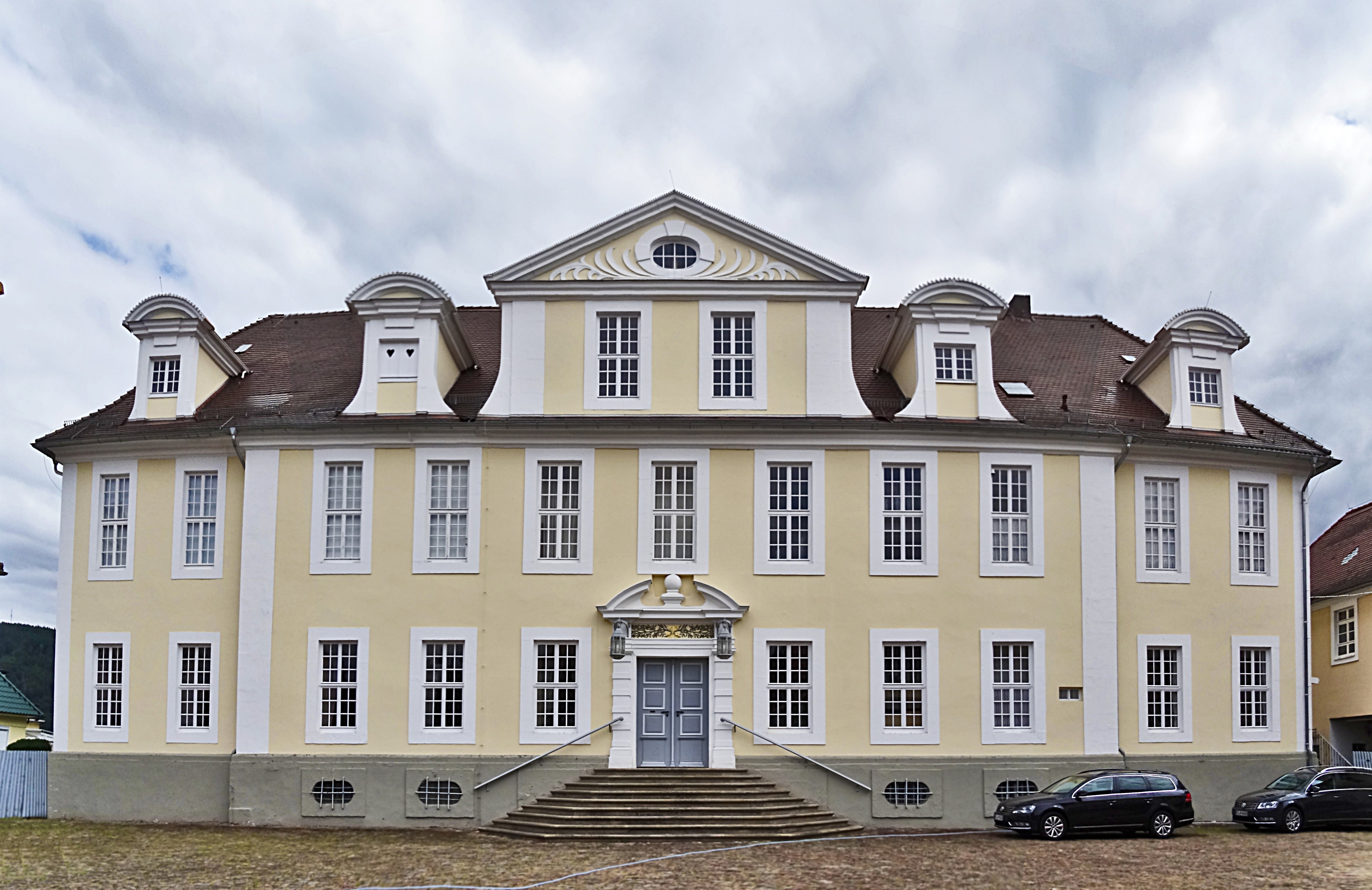
Jagdschloss in Veckerhagen

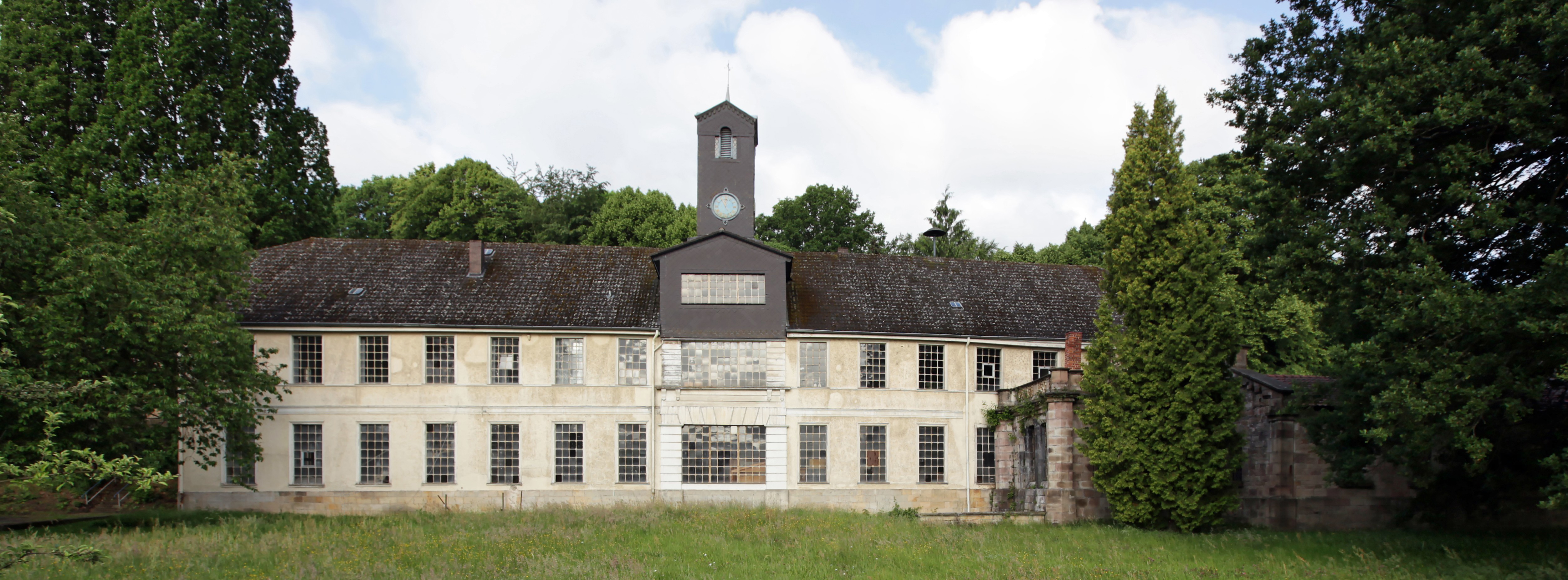
Eisenhütte in Veckerhagen

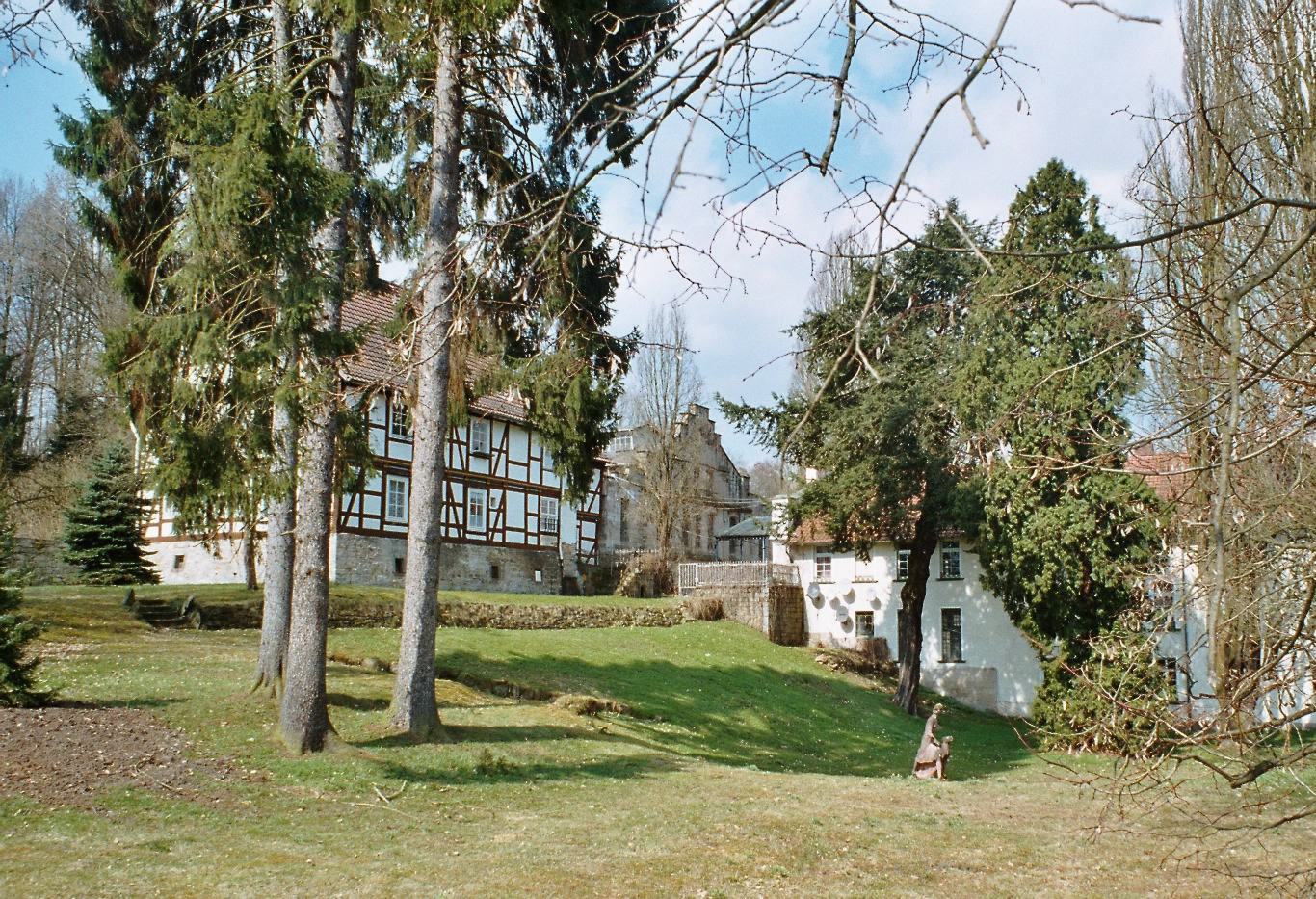
Parkanlage, Rosenhaus, Herrenhaus und Gießerei der Eisenhütte

In Veckerhagen gruppieren sich die Fachwerkhäuser rund um die Kirche teilweise zu geschlossenen Ensembles. Besonders erwähnenswert sind
- die evangelische Kirche, ein 1778 bis 1780 im Übergangsstil vom Spätbarock zum Klassizismus errichteter, kreuzförmiger mit Sandstein verblendeter Fachwerkbau mit einem stattlichen Haubendachreiter in der Mitte. Das Innere ist mit dreiseitigen Emporen als Längssaal gestaltet. Die Steinsäulen der Emporen stützen gleichzeitig das Kirchendach. Die Treppen befinden sich in den räumlich abgetrennten Kreuzarmen. Die Orgel stammt aus dem Spätrokoko und wurde 1787 von Johann Stephan Heeren gebaut.
- das freistehende Wohn- und Wirtschaftsgebäude Amtsstraße 1, ein Längsdielenhaus aus der ersten Hälfte des 18. Jahrhunderts mit zwei Stockwerken, ehemals Amtshaus, heute Wohnhaus und nicht genutzte Gaststätte.[22]
- das Jagdschloss Veckerhagen von 1689 (auch Habich’s Schloss genannt), eine barocke Dreiflügelanlage nahe am Weserufer.
- die Eisenhütte Veckerhagen von 1666, ein Hüttenensemble aus Maschinenfabrik, Gießereihaus, Fachwerkhaus („Rosenhaus“) und Veckerhäger Bergamt am oberen Ende der Kasseler Straße.

### Parkanlagen
Parkähnliche Anlagen befinden sich sowohl in Vaake (Weserpromenade) als auch in Veckerhagen mit einem kleinen „Kurpark“. Die Konzertpavillons in beiden Ortsteilen wurden bis zur Aufhebung des Luftkurort-Prädikats in den Sommermonaten wöchentlich bespielt, heute nur noch sporadisch. Ein weiterer aber erheblich kleinerer Musikpavillon befindet sich, jetzt als Lagerschuppen genutzt, am seit längerem schon als privates Wohnhaus genutzten ehemaligen „Hotel Felsenkeller“ am Waldrand von Veckerhagen. Angelegt ist auch die Uferpromenade in Veckerhagen, an der eine drei Meter hohe Stele der Brama, der sagenhaften Herrin der Bramburg oberhalb Hemelns am gegenüberliegenden Weserhang, aufgestellt wurde.

### Regelmäßige Veranstaltungen

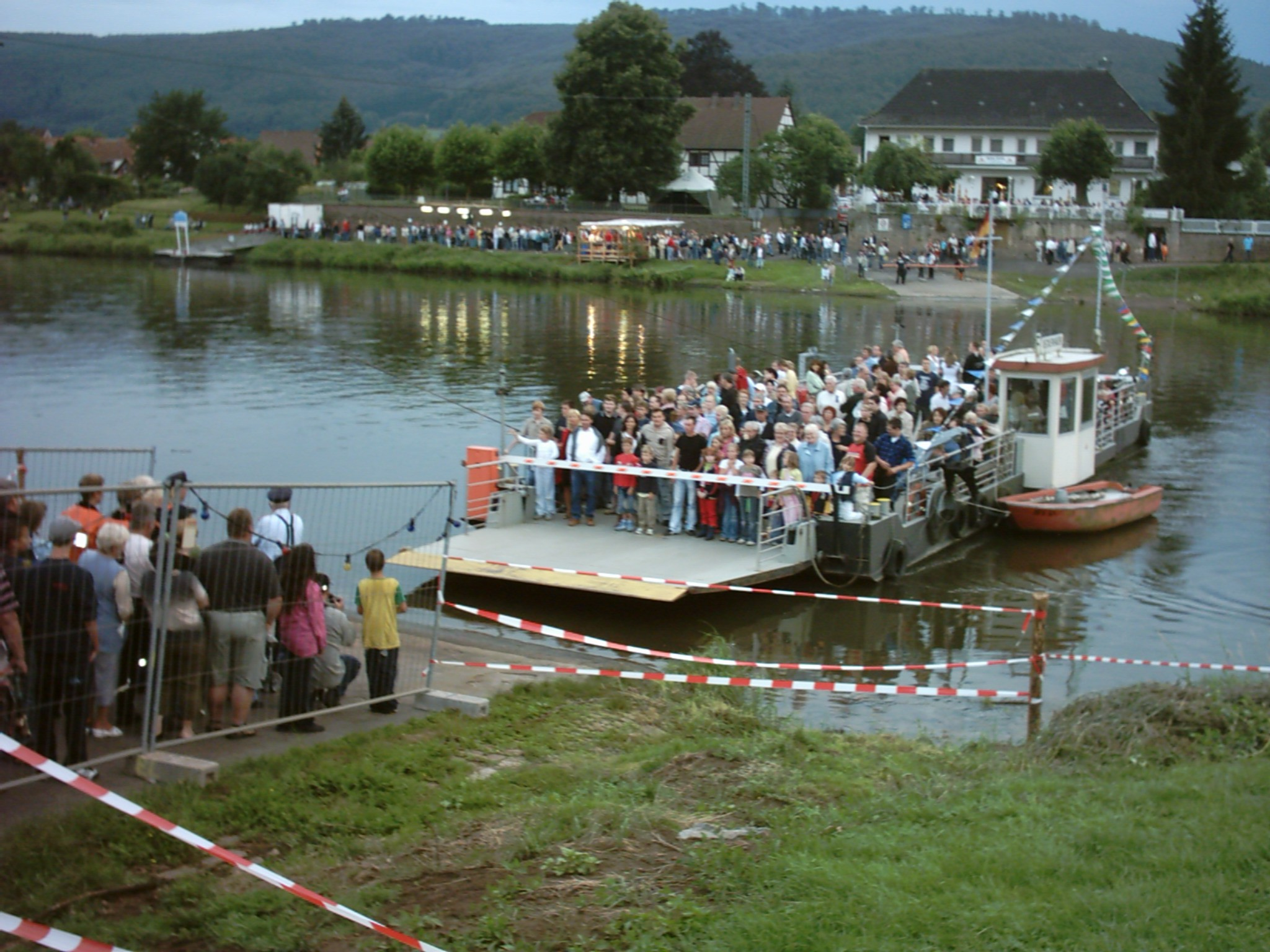
Andrang auf der Fähre am Abend der Weserbeleuchtung

Überregionale Anziehungskraft übt die alljährlich am ersten Wochenende im August stattfindende Weserbeleuchtung der Freiwilligen Feuerwehr Reinhardshagen aus, eine Großveranstaltung, die jährlich abwechselnd in Vaake und Veckerhagen am Weserufer durchgeführt wird. In den ersten Jahren wurden nach Einbruch der Dunkelheit hunderte von schwimmenden Lichtern oberhalb von Vaake auf die Weser gesetzt, die dann wie ein Lichterteppich an beiden Ortsteilen und Tausenden von Schaulustigen vorbeizogen. Dies wird aber aus Umweltschutzgründen seit einiger Zeit nicht mehr durchgeführt. Einbezogen in den Veranstaltungsablauf ist auch der gegenüber liegende Ort Hemeln mit seiner Feuerwehr, an dessen Weserufer die beleuchteten Wasserspiele stattfinden sowie das abschließende Höhenfeuerwerk gezündet wird.
Regelmäßig an jedem dritten Wochenende im August findet in Vaake „unterm Dreschschuppen“ die längere Zeit Fest der Vereine genannte Kirmes statt. Bei dieser handelt es sich um ein von Freitag bis Montag andauerndes Volksfest.
In Veckerhagen findet am zweiten Adventswochenende ein Weihnachtsstimmung genannter Weihnachtsmarkt statt, der vom Gewerbeverein organisiert wird. Ebenfalls vom Gewerbeverein organisiert wird die alle zwei Jahre in und um die Wesertalhalle stattfindende Gewerbeschau, bei der viele heimischen Gewerbetreibenden ihre Unternehmen präsentieren. Beide Veranstaltungen haben während der „COVID-Pandemie“ (2020–2022) bzw. in der „Nach-Pandemie-Zeit“ nur noch sporadisch (Weihnachtsstimmung) bzw. nicht mehr (Gewerbeschau) stattgefunden.
Der Modellbauclub Lilienthal veranstaltet alljährlich im Sommer auf dem Modellflugplatz am nördlichen Rand von Veckerhagen einen Modellflugtag.
Seit Ende der 2010er-Jahre werden in der Wesertalhalle inzwischen regelmäßig jährlich Ende April ein Weser Metal Meeting genanntes Heavy-Metal-Musikfestival und Anfang Oktober die Tattoo Convention Hann. Münden, eine Veranstaltung für Tattoo-Freunde durchgeführt.

### Kulinarische Spezialitäten

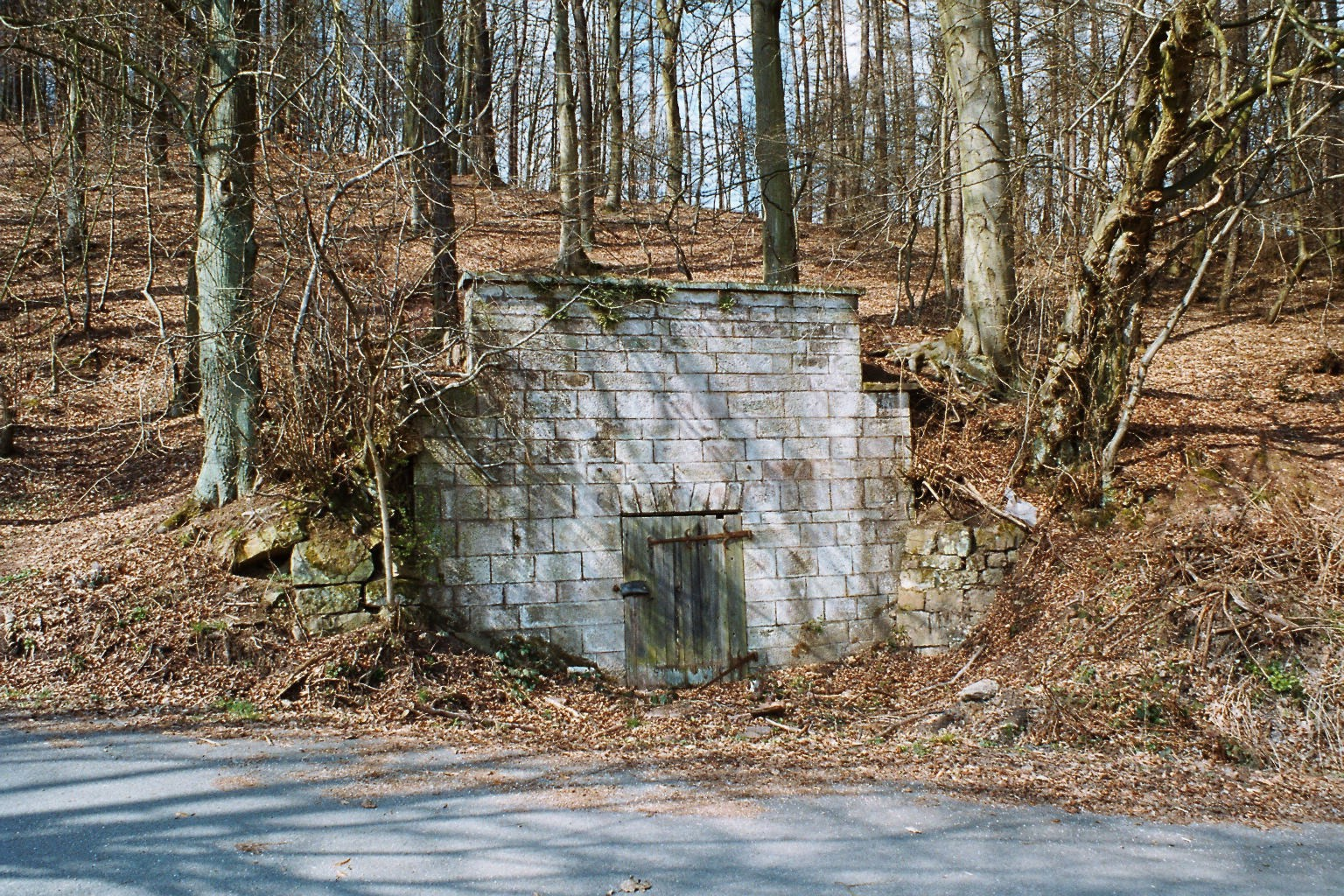
Felsenkeller, ehemaliger Bierlagerstollen

In Veckerhagen wurden bereits 1587 Braurechte beurkundet. Zur Brauerei am Kirchplatz gehörte der nahe der Eisenhütte gelegene Felsenkeller, ein in den Hang des Reinhardswalds getriebener Lagerraum, der heute noch vorhanden, aber ungenutzt ist. Das seit 1897 nicht mehr ausgeübte Braurecht für das Veckerhäger Schwarzbier wurde seit 1997 wieder gewahrt und 1998 mit einem ersten Preis in Dortmund ausgezeichnet. Es wurde im seit ca. 2019 nicht mehr als Gasthaus genutzten Historischen Brauhaus ausgeschenkt.
Als Spezialität gilt auch die „Reinhardshäger Stracke“, eine mehrere Monate lang an der Luft getrocknete Mettwurst im Naturdarm. Sie ist eine gestreckte und dickere Abart der in Nordhessen verbreiteten „Ahle Wurst“.

## Religion
Etwa 80 Prozent der Bevölkerung sind evangelischen, 15 Prozent katholischen, 5 Prozent anderen Glaubens. Es besteht je eine evangelische Kirchengemeinde in Vaake und Veckerhagen, die ihre Gottesdienste im Wechsel in den historischen Kirchen beider Ortsteile feiern. Auf eine über 150-jährige Tradition kann die Evangelisch-Freikirchliche Gemeinde (Baptisten) zurückblicken, die ein Gotteshaus in Veckerhagen ihr Eigen nennt. Die kleine römisch-katholische Kirchengemeinde St. Wigbert entstand nach dem Zweiten Weltkrieg vorwiegend durch Heimatvertriebene. Sie erhielt 1958 ihr eigenes Kirchengebäude in Veckerhagen und gestaltete es 1973 neu. Vor 1958 benutzte sie für Gottesdienste die evangelische Kirche mit.

## Sport
Zwischen beiden Ortsteilen befinden sich zentrale Sportanlagen (für Fußball, Leichtathletik und Tennis) und die Wesertalhalle für (auch sportliche) Veranstaltungen aller Art. Eine zur Schule gehörende Turnhalle gliedert sich an die Wesertalhalle an. In Vaake befindet sich ein ebenfalls dem Fußball dienender Sportplatz. 

## Infrastruktur und Wirtschaft
Die Entwicklung von Wirtschaft und der damit verbundenen Infrastruktur und dem zunächst langsamen, nach dem Zweiten Weltkrieg sprunghaften Bevölkerungszuwachs begann in dem Gebiet des heutigen Reinhardshagen bedingt durch den Handelsweg Weser früher als sonst in ländlichen Gebieten üblich. Eisenhütte, Braunkohlengrube, Farbenfabrik, Zigarrenfabrik und Holzverarbeitung trugen einen Großteil zum Aufschwung Ende des 18. bis Anfang des 20. Jahrhunderts bei. So erhielten die Ortsteile Vaake und Veckerhagen bereits 1911 eine erste Wasserleitung und 1919 elektrischen Strom, sehr außergewöhnlich für zwei kleine, abgelegene Dörfer. In Veckerhagen wurde der Bereich um das Rathaus, das ein Glockenspiel trägt, gestiftet von einem zu Reichtum gelangten Amerika-Auswanderer, fußgängerfreundlich ausgestaltet. Einen Erdgasanschluss bekam Reinhardshagen jedoch erst Ende der 1990er Jahre. Ende der 2010er Jahre wurde Reinhardshagen flächendeckend mit Glasfaseranschlüssen versorgt.

### Verkehr

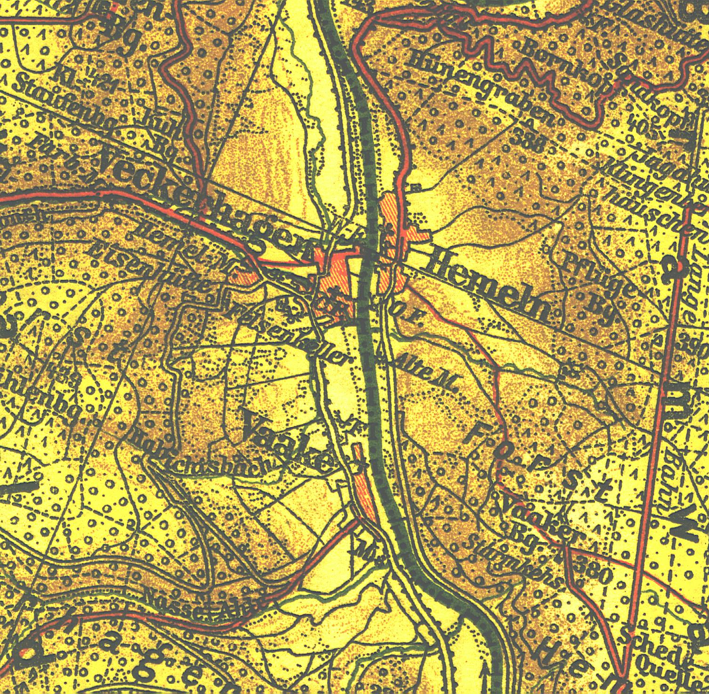
Vaake, Veckerhagen und Hemeln um 1905

Infolge der geologischen Verhältnisse waren bis Ende des 19. Jahrhunderts die im Tal sprengelartig zusammenliegenden Ortschaften vom Verkehr abgelegen. Der Straßenverkehr hatte nur örtliche Bedeutung, auch wenn bereits seit 1342 zunächst eine Personenfähre und ab 1866 eine Wagenfähre in Veckerhagen die Weser überquerte. Ein unbefestigter Karrenweg und der Treidelpfad führten weserabwärts nach Gieselwerder. Weseraufwärts nach Münden gab es nur den Treidelpfad und um 1700 einen Waldweg über den Reinhardswald nach Immenhausen, den Immenhäuser Alte Eysensteinweg. Der erste befestigte Waldweg wurde 1791 durch das Tal des Hemelbachs zur Straße Sababurg-Kassel als Eichenallee angelegt (heutige Kasseler Straße). Die Eisenbahn mied aufgrund der zahlreichen engen Stellen das Tal. Lediglich die Wasserstraße der Weser verband bereits im Mittelalter Münden mit Bremen.
Die Anschlussstelle Hedemünden/Werratal der Bundesautobahn 7 ist nach 19 Kilometern Fahrt in Richtung Südosten von Reinhardshagen aus auf der Bundesstraße 80 (B 80), die dem Weser- und Werralauf folgt, zu erreichen. In Richtung Süden bietet sich die Anschlussstelle Hann. Münden/Lutterberg in 20 Kilometern Entfernung an.
Die heutige B 80 wurde als durchgehende Wesertalstraße erst ab 1892 ausgebaut. Hierbei trug man stellenweise das an die Weser herantretende Gebirge ab und benutzte das gewonnene Gestein zur Aufschüttung der Trasse. Da die Berghänge nach dem Bau der Straße deutlich steiler als zuvor anstiegen, kam es bis Ende der 1980er-Jahre immer wieder zu Verkehr behindernden Erdrutschen. So wurde die B 80 im Winter 1981/1982 gleichzeitig südlich und nördlich von Reinhardshagen verschüttet. Da auch die Fähre wegen Weserhochwassers ihren Betrieb einstellen musste und zusätzlich die letzte verbliebene Straßenverbindung über den Reinhardswald durch starken Schneefall unpassierbar wurde, war Reinhardshagen einige Tage lang nicht zu erreichen. Bei einem Erdrutsch im Jahr 1987 zwischen Hann. Münden und Reinhardshagen wurde ein Langholztransporter aus Gottstreu in die Weser gedrückt. Der Fahrer des Lastwagens kam bei dem Unglück ums Leben. Daraufhin blieb die B 80 bis 1990 zeitweise auch halbseitig gesperrt. Man bannte die Erdrutschgefahr, indem man die gefährdeten Hänge mit Betonankern versah, mit Stahlnetzen überspannte und den Baumbewuchs entfernte.

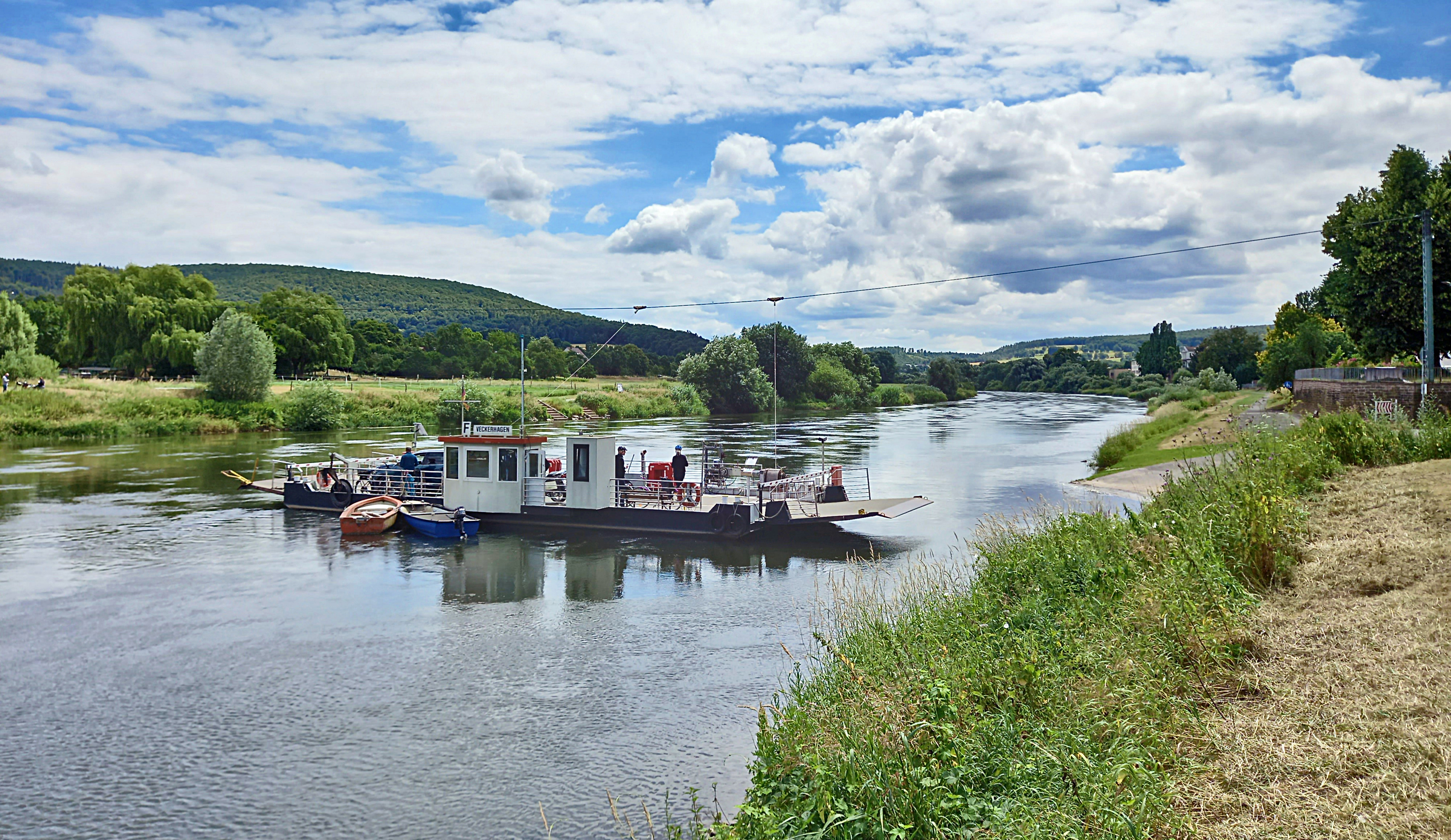
Gierseilfähre über die Weser zwischen Veckerhagen und Hemeln

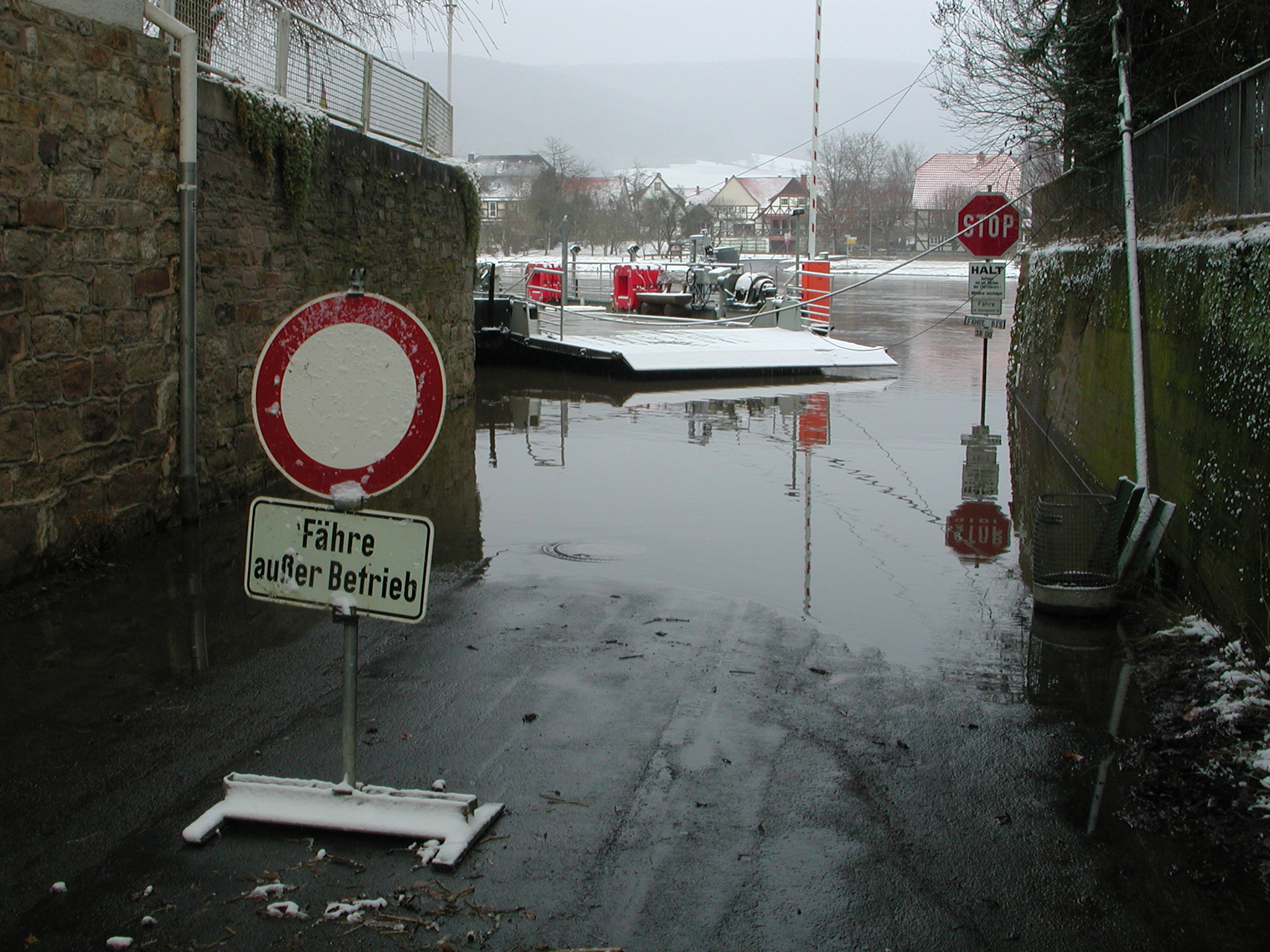
Fähre außer Betrieb wegen Hochwassers 2006

Der Durchgangsverkehr auf der B 80 ist von Überflutungen nicht beeinträchtigt, da die Straßenführung in den Ortslagen deutlich über den bisher erreichten Hochwassermarken liegt. Stärker gefährdet sind die tiefer liegenden Teile des Neubaugebiets zwischen Veckerhagen und Vaake durch das mit Hochwassern verbundene Ansteigen des Grundwasserspiegels. Oberflächenwasser spielt hier keine Rolle. Auch die durch Reinhardshagen fließenden Bäche Ahle und Hemelbach führten dank geschickter Regulierung bisher kaum Hochwasser.

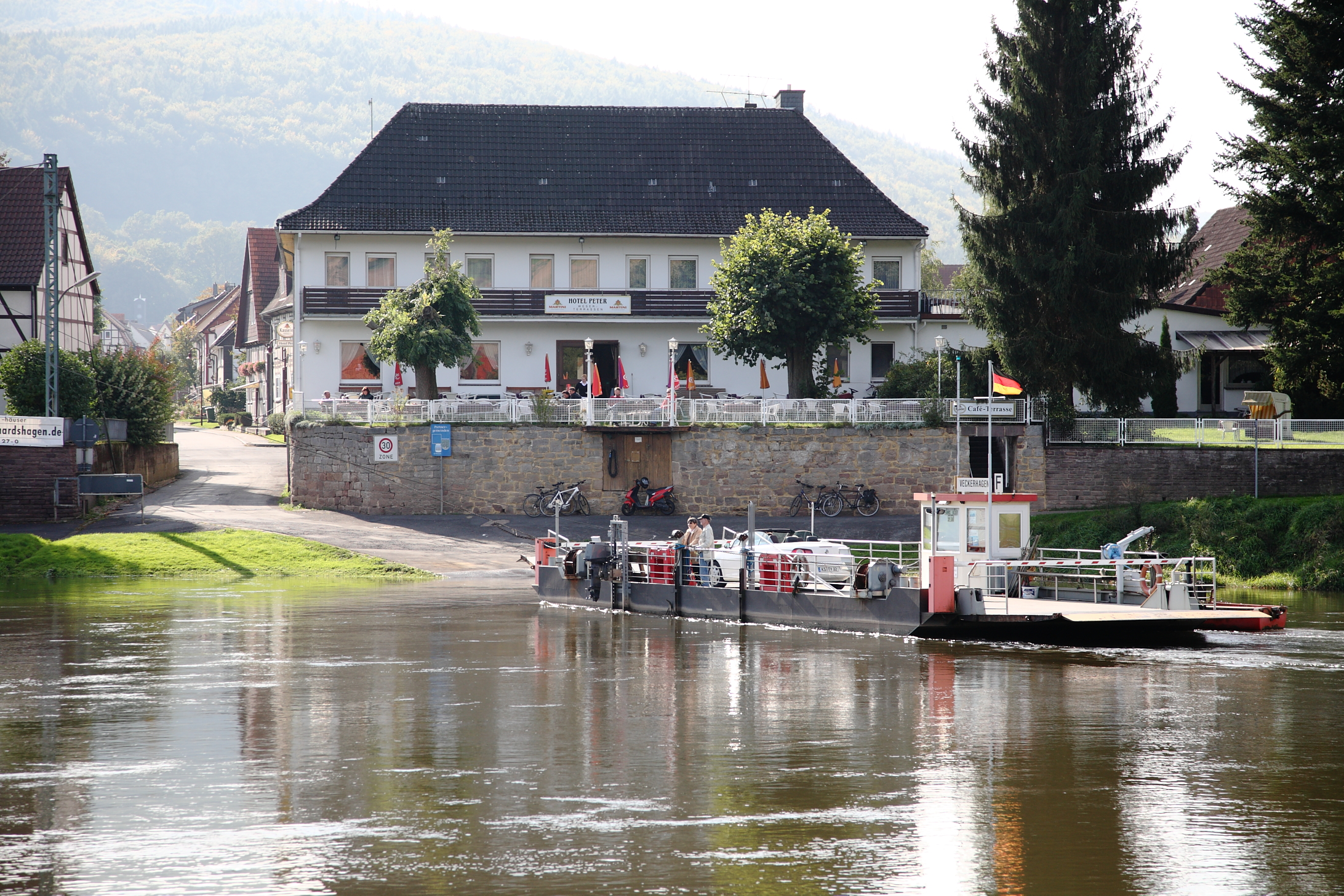
Gierseilfähre Veckerhagen

In heutiger Zeit stellt die 2000 in Dienst gestellte, größere Fähre tagsüber eine zuverlässige Verbindung nach Hemeln und von dort über Dransfeld nach Göttingen dar. Sie fährt umweltfreundlich ohne motorischen Antrieb als Gierseilfähre und kann bis zu acht Personenkraftwagen transportieren. Die Überfahrt dauert vier Minuten. Fahrzeuge über 16 Tonnen Gesamtgewicht darf die Fähre nicht aufnehmen. Am 31. März 1967, als es diese Beschränkung nicht gab und noch eine kleinere Fähre im Einsatz war, brachte ein mit Frischbeton beladener Laster durch die Rotation seiner Mischtrommel die Fähre in Schräglage. Der Betonlaster kippte seitwärts in die Weser und sein Fahrer wurde eingeklemmt und ertrank. Dieses Unglück führte zu einem Verbot für Fahrzeuge mit Mischtrommeln auf allen deutschen Kleinfähren. Bereits 1937 stürzte bei einem Pegelstand von 3,52 m ein mit Langholz beladenes Pferdefuhrwerk von der Fähre, da durch unruhiges Verhalten der Pferde und den Riss einer Sicherheitskette die sechs Tonnen schweren Buchenstämme in Bewegung gerieten. Pferde und Ladung waren nicht zu retten.
An der B 80 entlang führt seit 2001 durchgehend ein Radwanderweg von Hann. Münden nach Bad Karlshafen. Er ist Teil des viel befahrenen Weserradweges von Hann. Münden nach Bremerhaven, der in diesem Abschnitt beidseitig der Weser geführt wird.
Der Reinhardshagen nächstgelegene Bahnhof befindet sich in Hann. Münden (10 km). Von hier aus fahren Regionalzüge im Taktverkehr nach Kassel, Göttingen, Halle (Saale) und Erfurt.
Im Öffentlichen Personennahverkehr sind Hann. Münden (mit Bus) über die B 80 und Hofgeismar (mit Anbindung durch die RegioTram nach Kassel) über die Reinhardswaldstraße von Reinhardshagen aus direkt zu erreichen.
Ein dichtes Netz gekennzeichneter Rundwanderwege durchzieht von Reinhardshagen aus den Reinhardswald. So sind zum Beispiel der Gahrenberg in gut einer Stunde, die Tillyschanze oberhalb von Hann. Münden in drei Stunden und die Sababurg in vier Stunden zu erreichen. Historisch bedeutsam ist der (markierte) Bergmannspfad, der von Veckerhagen aus steil bergauf den kürzesten Weg zur ehemaligen Braunkohlengrube auf dem Gahrenberg wählt. Ihn benutzten die Bergleute in der vormotorisierten Zeit täglich als beschwerlichen Fußweg von und zur Arbeit. Der Fernwanderweg Weserberglandweg führt ebenfalls durch Reinhardshagen.
Etwa 17 km (Luftlinie) südwestlich von Reinhardshagen liegt der Flughafen Kassel-Calden, der bis 2013 zu einem Regionalflughafen ausgebaut wurde.

### Bildung
Die Lucas-Lossius-Schule in Reinhardshagen wurde am 17. Oktober 1970 als Mittelpunktschule eingeweiht. Sie machte die alten beengten Dorfschulen überflüssig, die daraufhin anders genutzt (Vaake) oder abgerissen (Veckerhagen) wurden. Die neue, ursprünglich als Gesamtschule konzipierte Grund- und Hauptschule mit Förderstufe (Klassen 1–9) liegt zentral zwischen den Ortsteilen Vaake und Veckerhagen. Aktuell ist die Schule aber nur noch eine Grundschule bis zum Ende der vierten Klasse. Angegliedert an den eigentlichen Schulbereich ist ein Schulbiotop, das einen naturnahen Übergang zwischen dem Besiedlungsraum, den landwirtschaftlich genutzten Flächen und dem großen Waldgebiet des Reinhardswaldes schafft. In beiden Ortsteilen betreibt die Gemeinde je einen Kindergarten mit drei bis vier Gruppen.

### Vereine und Verbände
Im relativ kleinen Reinhardshagen sind acht Sportvereine, vier Kulturvereine und acht Hilfsorganisationen ansässig, ebenso ein Ortskartell des Deutschen Gewerkschaftsbundes, eine Bundeswehr-Reservistenkameradschaft, eine Ortsgruppe des Bundes für Vogelschutz, ein Sportfischerverein und ein Brieftauben-Zuchtverein.
Die ehemals zwei Freiwilligen Feuerwehren, aus im Jahr 1924 (Vaake) bzw. 1926 (Veckerhagen) gegründeten Pflichtfeuerwehren entstanden, erhielten in den 1980er-Jahren ein neues, recht zentral zwischen Vaake und Veckerhagen neben dem gemeindlichen Bauhof gelegenes Feuerwehrhaus. Die Modellbaugruppe Lilienthal unterhält seit 1968 einen Modellflugplatz am nördlichen Ortsrand (⊙), auf dem 1972 ein erster Flugtag veranstaltet wurde, der seither jährlich stattfindet.

### Gewerbe und Dienstleistung
Reinhardshagen weist mehrere kleine Gewerbegebiete aus, in denen Sägewerke, Transport- und Busunternehmen, Bauunternehmen, Recyclingfirmen, Supermärkte und andere Dienstleister angesiedelt sind. Von den ehemals sechs Tankstellen besteht keine mehr, die letzte im Ortsteil Vaake verbliebene wird (seit 2022) nur noch als Waschanlage bzw. (seit 2025) auch als Reparaturbetrieb für Rasenmäher und Fahrräder genutzt. In Vaake befindet sich noch eine Kfz-Werkstatt. Eine Apotheke und sieben niedergelassene Ärzte sichern die medizinische Versorgung. Gegenüber der Grundschule wurde zusätzlich zur dort bestehenden Seniorenwohnanlage „50 plus“ ein Seniorenzentrum als Alten- und Pflegeheim errichtet, welches im Dezember 2024 seinen Betrieb aufgenommen hat. Nachdem die Deutsche Bundespost in den 1990er-Jahren ihr Postamt in Veckerhagen und die Poststelle in Vaake aufgegeben hatte, wurde zunächst in jedem Ortsteil eine private Servicestelle betrieben. Seit 2007 gibt es nur noch eine DHL-Partnerfiliale in Veckerhagen. Die Volksbank Kassel Göttingen e. G. und die Kasseler Sparkasse unterhalten je eine Filiale in Veckerhagen. Zwischen den Ortsteilen liegen Versuchsflächen der Nordwestdeutschen Forstlichen Versuchsanstalt.

#### Farbenfabrik
Der größte Arbeitgeber der Gemeinde ist neben der Forstwirtschaft die Farbenfabrik Habich Farben (ehem. Habich’s Söhne), die 1823 nach dem Erwerb des Schlosses im Jahre 1810 von Kassel nach Veckerhagen umsiedelte. Neben dem Schloss wurden nach und nach dessen Stil angepasste Produktions- und Lagergebäude errichtet. Der Kauf der Braunkohlenzeche im Jahr 1834 und deren Ausbau ab 1842 ermöglichte dem Unternehmen seit 1865 die Produktion von Farbkohle, mit der man Farben herstellte, die als Casseler Braun weltweit exportiert werden konnten. In der Folge wurde die Produktpalette um natürliche Erd-, Chrom- und Zinkfarben, Lacke wie den „Litholrot“ (seit 1910) und Druck- und Tapetenfarben (1921–1973) erweitert. Heute ist die Firma spezialisiert auf die Herstellung von Trocken-Farbpigmenten zur Einfärbung von Kunststoffen (seit 1955) und bunten Vollton- und Abtönfarben für Dispersionsfarben (seit 1959).

#### Braunkohleförderung
Am Gahrenberg, der mit 472,1 m ü. NN nach dem Staufenberg (472,2 m ü. NN) der höchste Berg des Reinhardswalds ist und durchschnittlich fünf Kilometer (Luftlinie) von den beiden Reinhardshagener Ortsteilen entfernt liegt, wurde nachweislich ab 1575 Bergbau betrieben und von 1842 bis 1970 Braunkohle im Untertagebergbau abgebaut. Außerdem wurden dort schon früh Schmierkohle zur Farbherstellung und Alaunerde gewonnen. Ein geringer Teil des Kohleabbaus diente nicht nur den Reinhardshäger Einwohnern als Hausbrandkohle.

#### Holzindustrie, Land- und Forstwirtschaft
Die holzverarbeitende Industrie in Reinhardshagen begründet sich aus dem Jahr 1882, der Registrierung eines ersten Zimmereibetriebes, aus dem ab 1920 in mehreren Stufen ein leistungsfähiges Sägewerk entstand. Der für damalige Verhältnisse moderne Betrieb benutzte so fortschrittliche Maschinen wie eine Dingler-Dampfkraftanlage, zwei Lein-Vollgatter, eine Sachs-Hobel- und Fußbodenmaschine und mehrere Doppelsäumer, Kantholz- und Kreissägen. Das Sägewerk lieferte unter anderem 1936 das Bauholz zur Errichtung der Werratalbrücke der Autobahn Kassel-Hannover (heute A 7).
Weitere holzverarbeitende Werke entstanden in dieser Zeit, unter anderem 1910 eine Fassfabrik in Vaake und 1925 eine Kistenfabrik in Veckerhagen. Beide Fabriken lieferten ihre Produkte auf Weserschiffen bis nach Bremen. Unmengen anfallender Sägespäne machten deren Verarbeitung in einer eigens errichteten Brikettierungsanlage notwendig, deren Produkt gerne zum Räuchern von Fisch, Fleisch und Wurst verwendet wurde. König Faruk von Ägypten kaufte solche Holzbriketts, die mit eigens eingeflogenen Nelken angereichert wurden, um einen angenehmen Duft in seinen ägyptischen Palästen zu verbreiten.
Nach dem Zweiten Weltkrieg verlegte sich die Kistenfabrik auf die Produktion von Gartenlauben für Schrebergärten und fand in Berlin reichlich Abnehmer. Einige Jahre später war die Firma maßgeblich am Aufbau des europäischen Palettenpools (Europalette) beteiligt, zusammen mit dem Sohn Rudolfs von Bennigsen, der seine Palettenproduktion im südhessischen Nieder-Roden betrieb.
Dies alles ist Vergangenheit. Heute gibt es in Reinhardshagen noch ein großes Sägewerk, das Balken und Bohlen schneidet und eine Holzhandlung mit eigenem Hochdruck-Imprägnierkessel.
Trat bis Ende der 1980er-Jahre die Landwirtschaft (Milchviehhaltung, Weideschafe) völlig in den Hintergrund, ist die Forstwirtschaft auch heute noch von großer Bedeutung. Seit 2003 verwaltet das zu HessenForst gehörende Forstamt Reinhardshagen rund 23.800 Hektar Waldfläche und nimmt somit größenmäßig den Spitzenplatz in Hessen ein. 99,5 Prozent der Waldfläche sind Staatswald im Besitz des Landes Hessen, 0,5 Prozent entfallen auf Kommunal- und Privatbesitz. Die Waldflächen sind zehn Revierförsterdienstbezirken zugeordnet. Deshalb gibt es sowohl in Veckerhagen wie auch in Vaake zusätzlich eine Revierförsterei.
Im Forstamtsbereich Reinhardshagen befinden sich einige Versuchsflächen der Landesanstalt für Forsteinrichtung, Waldforschung und Waldökologie. Die Untersuchungen, die hier durchgeführt werden, betreffen hauptsächlich das Waldwachstum.
17 Prozent der Bäume im Reinhardshäger Forstbezirk sind Eichen, 39 Prozent Buchen, 37 Prozent Fichten und 7 Prozent Kiefern und Lärchen. Der Holzeinschlag beträgt jährlich rund 58.000 Erntefestmeter.

#### Friedwald Reinhardswald
Im Jahr 2001 wurde im Reinhardswald im Forstamtsbezirk Reinhardshagen mit dem etwa 116 ha großen FriedWald® Reinhardswald der erste FriedWald® Deutschlands eingerichtet. In dem zur Naturbestattung dienenden Waldfriedhof werden die Urnen Verstorbener im Wurzelbereich von Bäumen beigesetzt.

#### Mühlen
Schon im Salbuch von 1587 des Amtes Sababurg sind in Veckerhagen sechs Wassermühlen aufgeführt, die entweder der Hemelbach oder der von ihm oberhalb der Eisenhütte abzweigende Mühlbach antreiben. Im 17. und 18. Jahrhundert kamen in Vaake und Veckerhagen weitere Mühlen hinzu. Neben der vorrangigen Produktion von Mehl, Schrot und Kleie gab es auch Schleif-, Poch- und Sägemühlen sowie eine Farbenmühle. Bis in heutige Zeit erhalten ist allein die Hemelmühle an der Landstraße von Veckerhagen nach Kassel, 500 Meter westlich des Ortes gelegen. Sie ist seit 1786 urkundlich belegt. Ein Jahr später übernahm Christoph Ludwig Lampe die Mühle, dessen Nachkommen sie bis zur Schließung Anfang der 2010er-Jahre in sechster Generation mit Wilhelm Lampe als moderne, mit einer Ossberg-Turbine ausgestattete Getreidemühle betrieben haben.

### DVB-T-Empfang

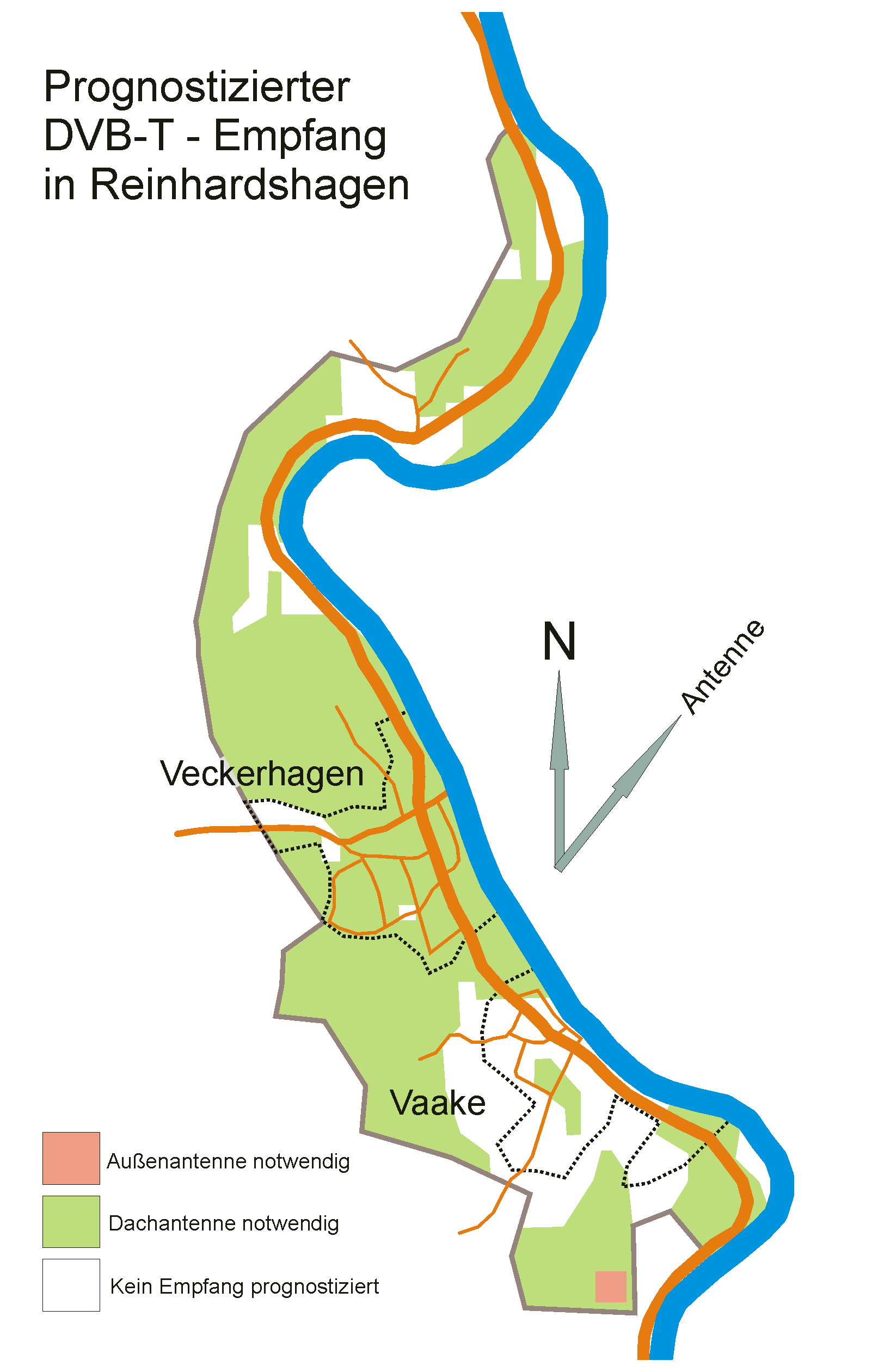
Prognostizierter DVB-T –Empfang in Reinhardshagen

Am 28. Mai 2006 endete die Versorgung Reinhardshagens mit analogen Fernsehsignalen durch die Füllsender Bramburg und Wasserwerk Veckerhagen. Das digitale terrestrische Fernsehen (DVB-T) nahm am Folgetag die flächendeckende Versorgung auf. Reinhardshagen liegt seitdem im Abstrahlbereich der Sender Göttingen und Hoher Meißner. Ein Empfang der ausgestrahlten Fernsehprogramme ist jedoch nicht überall im Ortsgebiet prognostiziert. So liegt fast ganz Vaake und Teile des nördlichen Veckerhagen im Funkschatten. Die nebenstehende Karte gibt Aufschluss über die Empfangsmöglichkeiten und den erforderlichen Antennenaufwand in Reinhardshagen.

## Tourismus und Freizeit

### Tourismus
Ein weiteres wirtschaftliches Standbein stellt der Tourismus dar, der allerdings nach der Wiedervereinigung 1989 stark zurückging, blieben doch die zuvor zahlreichen West-Berliner Sommerfrischler aus, die Harz und Weserbergland wegen deren relativ schneller Erreichbarkeit bevorzugten. Nicht wenige Berliner kauften in Reinhardshagen Grundstücke und ließen sich im Rentenalter hier nieder.
Wurde bereits im Jahr 1926 in Veckerhagen ein Verkehrsverein zur Förderung des Tourismus gegründet, folgte erst 30 Jahre später Vaake nach. Anfang der 1960er Jahre übernahmen die politischen Gemeinden die Fremdenverkehrsarbeit, da sich die Übernachtungszahlen seit 1956 nahezu vervierfacht hatten. Das Auf und Nieder der Tourismusbranche spiegelt sich in folgenden Übernachtungszahlen wider (Vaake und Veckerhagen zusammen, einschließlich Campingplatz, Landschulheim und bis 1980 Jugendherberge):
- 1957 – etwa 45.250 Übernachtungen
- 1962 – etwa 57.750 Übernachtungen
- 1967 – etwa 74.590 Übernachtungen
- 1972 – etwa 83.400 Übernachtungen
- 1978 – etwa 84.460 Übernachtungen
- 1982 – etwa 59.930 Übernachtungen
- 1987 – etwa 45.100 Übernachtungen
- 1992 – > 25.000 Übernachtungen
- 2005 – etwa 5.596 Übernachtungen[27]

### Gastronomie
Die Gastronomie in Reinhardshagen blickt auf eine lange Tradition zurück. In Vaake wurden zwei Gastwirtschaften 1750 erwähnt, der Herrschaftliche Krug (später Zum weißen Roß) und der Brauer Krug (später Zur Weser, dann Reinhardswald). In Veckerhagen besaß die Eisenhütte aufgrund der Bergfreiheit das Recht, Bier zu brauen und auszuschenken. 1720 führte der Besitzer des im Dorfkern gelegenen Brauhauses (heute Historisches Brauhaus) über die Gemeinde Beschwerde gegen die vermeintliche Eisenhütten-Konkurrenz. 1746 wurden im Veckerhäger Steuerkataster zwei Wirte, ein Braumeister und sechs Brandweinbrenner erwähnt.
Heute bieten ca. 20 gastronomische Betriebe (Hotels, Pensionen, Gasthäuser, Restaurants) zahlreiche Fremdenzimmer und regionale wie internationale Küche an.
Die drei Kilometer weserabwärts gelegene Jugendherberge Veckerhagen, erbaut 1956 auf Veranlassung des Landrats Steinbrenner (ehemals Kreis Hofgeismar), hat Ende der 1980er Jahre ihren Betrieb eingestellt, diente zunächst als Asylbewerberunterkunft und ist heute unbewohnt. Die nächstgelegenen Jugendherbergen befinden sich bei Hann. Münden (8 km), Helmarshausen (28 km), Göttingen (30 km) und Bad Karlshafen (31 km).

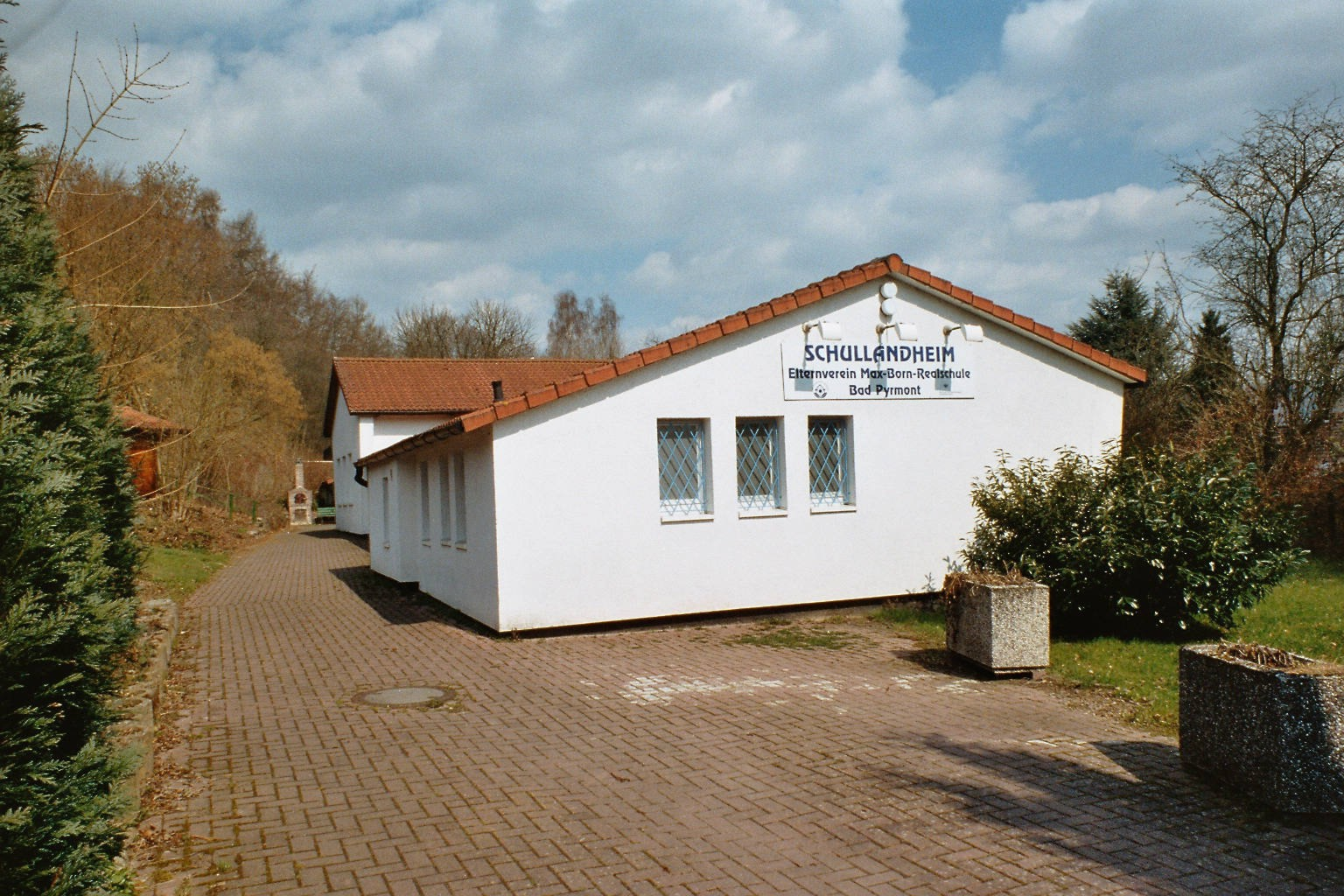
Schullandheim in Veckerhagen

In Veckerhagen besteht seit den 1950er Jahren ein rege besuchtes Schullandheim am Rand des Reinhardswaldes, das bis 1972 dem ehemaligen hessischen Kreis Dieburg gehörte und danach in die Schulträgerschaft der Stadt Bad Pyrmont überging. Heute wird das Schullandheim von der Schulelternschaft der Max-Born-Realschule dieser Stadt unterhalten.

### Freizeiteinrichtungen

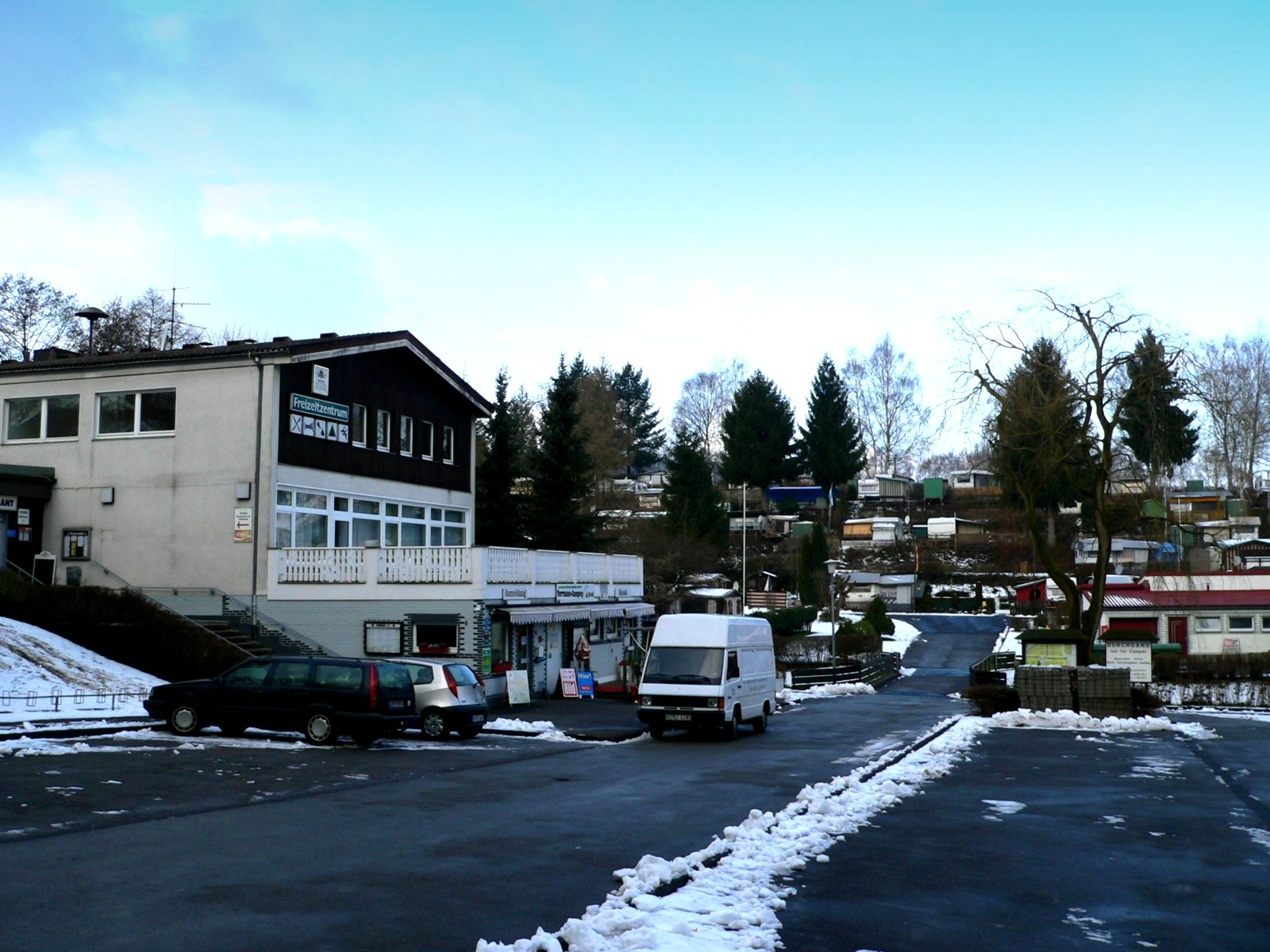
Gartenhallenbad und Campingplatz in Vaake

In Veckerhagen entstand in den 1960er Jahren ein beheiztes Terrassenfreibad und in Vaake ein Gartenhallenbad, die heute wetter- und jahreszeitabhängig wechselweise betrieben werden. Dem Gartenhallenbad in Vaake ist ein kommunaler Campingplatz mit separatem Ferienhausteil angegliedert. Eine weitere Ferienhaussiedlung befindet sich am Waldrand von Veckerhagen. In beiden Ortsteilen ist ein Wohnmobil-Übernachtungsplatz ausgewiesen. Die Anlage in Vaake mit Gartenhallenbad, Campingplatz, Ferienhausanlage, Gaststätte mit Kegelbahnen (nicht betrieben) und Wohnmobil-Übernachtungsplatz bezeichnet sich in ihrer Gesamtheit als „Freizeitzentrum“. Außerdem wurde der Dreschschuppen, eine ehemalige Dorftenne, zu einem überdachten Festplatz umgebaut. 

## Persönlichkeiten

### Söhne der Gemeinde
- Lucas Lossius (ursprünglich Lucas Lotze, * 18. Oktober 1508 in Vaake, † 8. Juli 1582 in Lüneburg), Musiktheoretiker und Schriftsteller; Herausgeber eines bedeutenden Musiksammelwerkes der Kirchenmusik.
- Edward Habich (* 1818 in Veckerhagen; † 1898 in Kassel), Unternehmer, Kunstsammler, Mäzen.
- Theodor Des Coudres (* 13. März 1862 in Veckerhagen, † 8. Oktober 1926 in Leipzig) wurde 1903 Professor für Physik in Leipzig.
- Georg Bernhardt (* 1. März 1892 in Veckerhagen, † 12. Dezember 1964 in Bad Wildungen) war ein bekannter Schachkomponist.

### Persönlichkeiten, die vor Ort gewirkt haben
- Denis Papin (1647–1713), Physiker, Mathematiker und Erfinder; Konstrukteur von Druckzylindern und Hebepumpen in der Eisenhütte (um 1706).
- Barbara Christine von Bernhold (1690–1756), Reichsgräfin, Mätresse und Vertraute des Landgrafen Karl von Hessen-Kassel und Vertraute und Beraterin seines Sohnes und Nachfolgers Wilhelm VIII., 1721–1756 Besitzerin des Schlosses Veckerhagen.
- Carl Anton Henschel (1780–1861), Begründer der Maschinenfabrik Henschel & Sohn in Kassel.
- Robert Wilhelm Bunsen (1811–1899), deutscher Chemiker; führte 1838 physikalische und chemische Untersuchungen am Hochofen der Eisenhütte durch.
- Walter Schliephacke (1877–1955), deutscher Kirchenmaler der späten Romantik aus Ilsenburg (Harz), lebte von 1943 bis 1947 in Vaake.
- Hermann-Josef Rapp (* 1944), Forstmann und Naturschützer; von 1972 bis 2000 im Forstamt Reinhardshagen tätig; bekannt als die „Stimme des Reinhardswaldes“.